# 馬自達5
馬自達5是日本馬自達汽車公司自1999年至2018年之間生產銷售的緊湊型多功能休旅車，原本第一代使用的名稱為馬自達Premacy（日语：マツダ・プレマシー），中國大陸稱「普力馬」，自第二代以降日本市場仍續用此名，而其他市場則改稱為馬自達5。車名「Premacy」語源來自英語「supremacy」，意為「至高無上」。
在亞洲某些國家（含日本）如臺灣，福特汽車將第一代車款經過微幅修改後，以「福特Ixion MAV」之名稱推出雙生車款銷售；而第二代車款由臺灣福特六和公司自2007年起推出名為「福特i-MAX」的雙生車款，與馬自達5一同在該市場販售，直至2011年停產。
第一代Premacy的座椅有二排型（五人座）或三排型（七人座），第二代車款則犧牲行李廂空間，增加第三排。在美國市場為六人座，其他國家則為七人座。第三代車款亦沿用此一設計，故三代車款都具有可拆式第二排及可摺疊平放式第三排的特性。

## 歷史

### 第一代（CP8W/CPEW型 1999年-2005年）
1999年 - 馬自達採用CP平台發展出Premacy，搭載1.8L直列四缸FP-DE型引擎，採四速自動排檔，驅動方式有FF和4WD可供選擇。座椅形式區分成二排五人座、三排七人座，原先第三排設計成可拆卸式，後來小改款時才改為摺疊收納式。
因為資源共用，在亞洲地區譬如臺灣，福特也推出其雙生車種福特Ixion MAV。車型外觀極為類似，只是在內裝或配備上稍作更動而已。而在中國地區，一汽海馬汽車仍然以第一代的車身與動力系統在當地市場製造販售，稱為「普力馬」。2010年9月一汽海馬汽車甚至推出第二代「普力馬」，除手排變速系統外，也有CVT無段變速系統可供選擇。
2001年 - 2月臺灣發表國產化Premacy，搭載1,839c.c.直列四缸FP-DE型引擎，配合四速自排變速箱。同年7月日規版的動力系統變更成2.0L直列四缸DOHC FS-DE型引擎，且增強車身剛性。尾燈做了大變更，方向燈與倒車燈由原來的直立條狀改成橢圓形，車頭進氣壩也因應當時馬自達家族一致的外觀，修改成五角盾形。
2002年 - 4月23日臺灣也實行小改款，改採2.0L直列四缸DOHC FS-DE型引擎，外觀設計亦比照前一年小改款的日規版。6月24日日規版第二度小改款，變更第三列座椅之造型以增加收納實用性。同時2.0L推出「SPORT」車型，含有放電式頭燈、運動化內裝、17吋鋁圈、重新調校的懸吊系統等配備。
馬自達Premacy在EuroNCAP（European New Car Assessment Programme的縮寫）總分五顆星的撞擊測試中得到三顆星的評價，其中駕駛者的胸膛與雙腿部位得到「尚可」，而雙腳部位則獲得「貧乏」的評價。

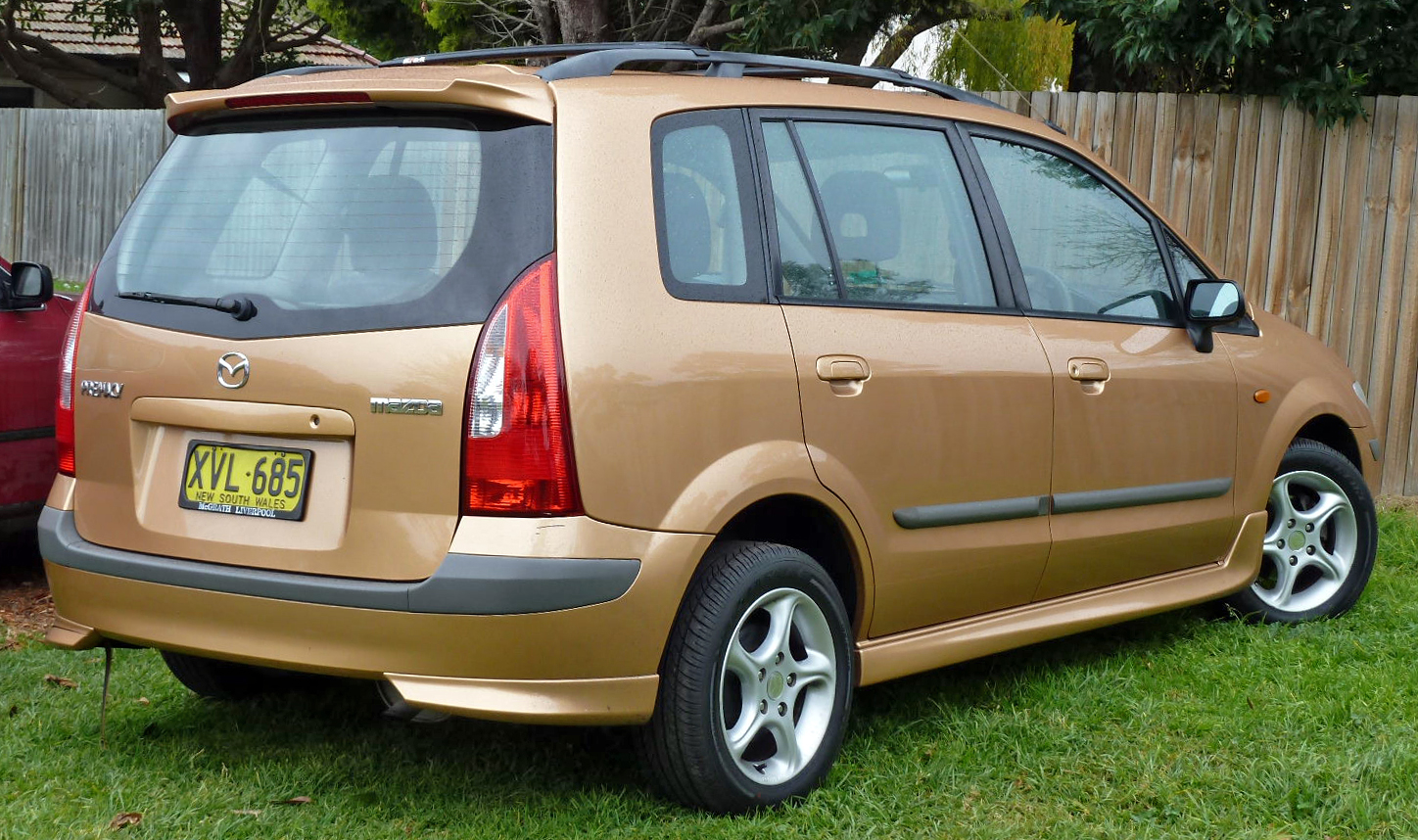
馬自達Premacy（澳洲版小改款前）
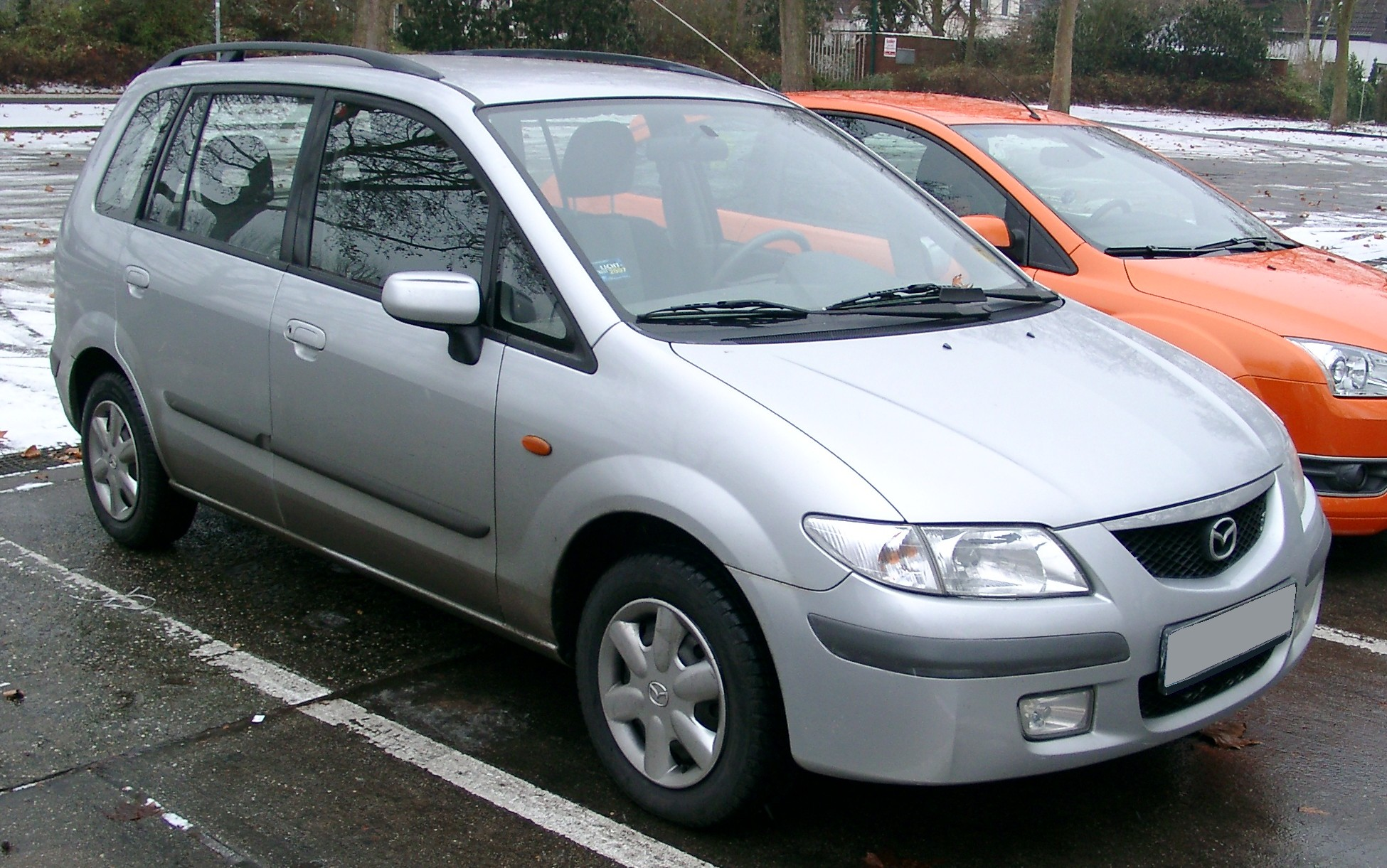
前期型
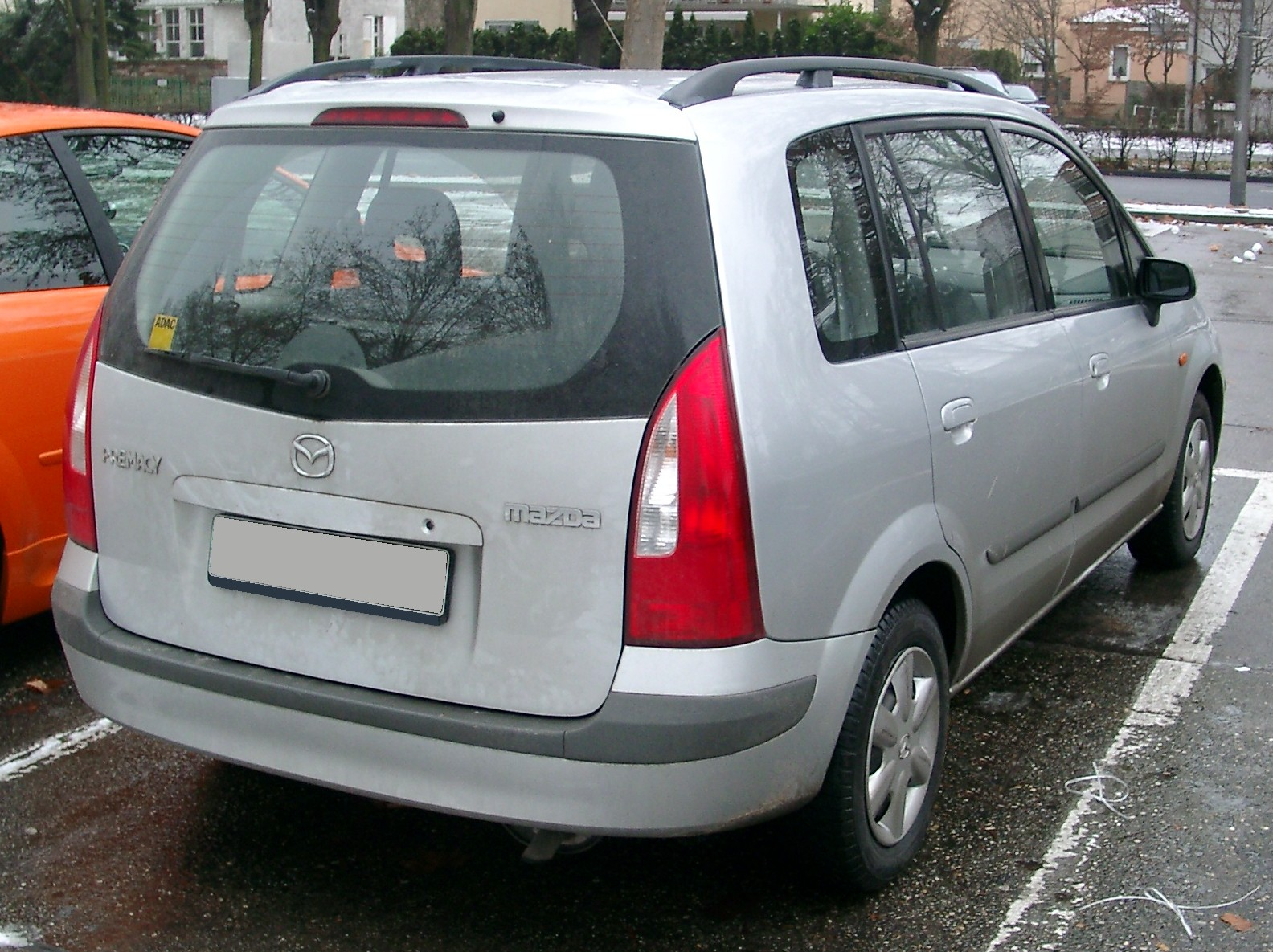
前期型
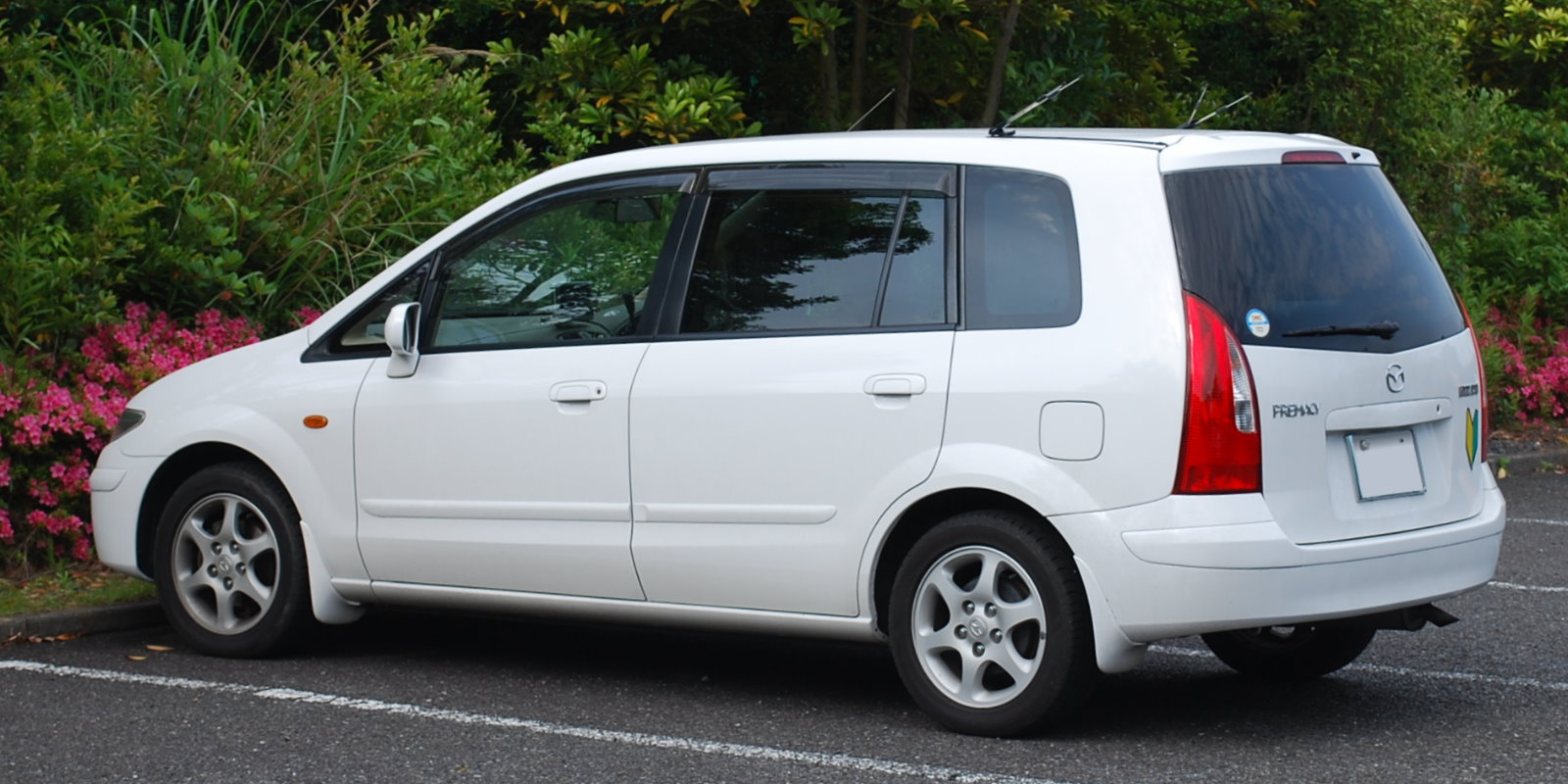
中期型
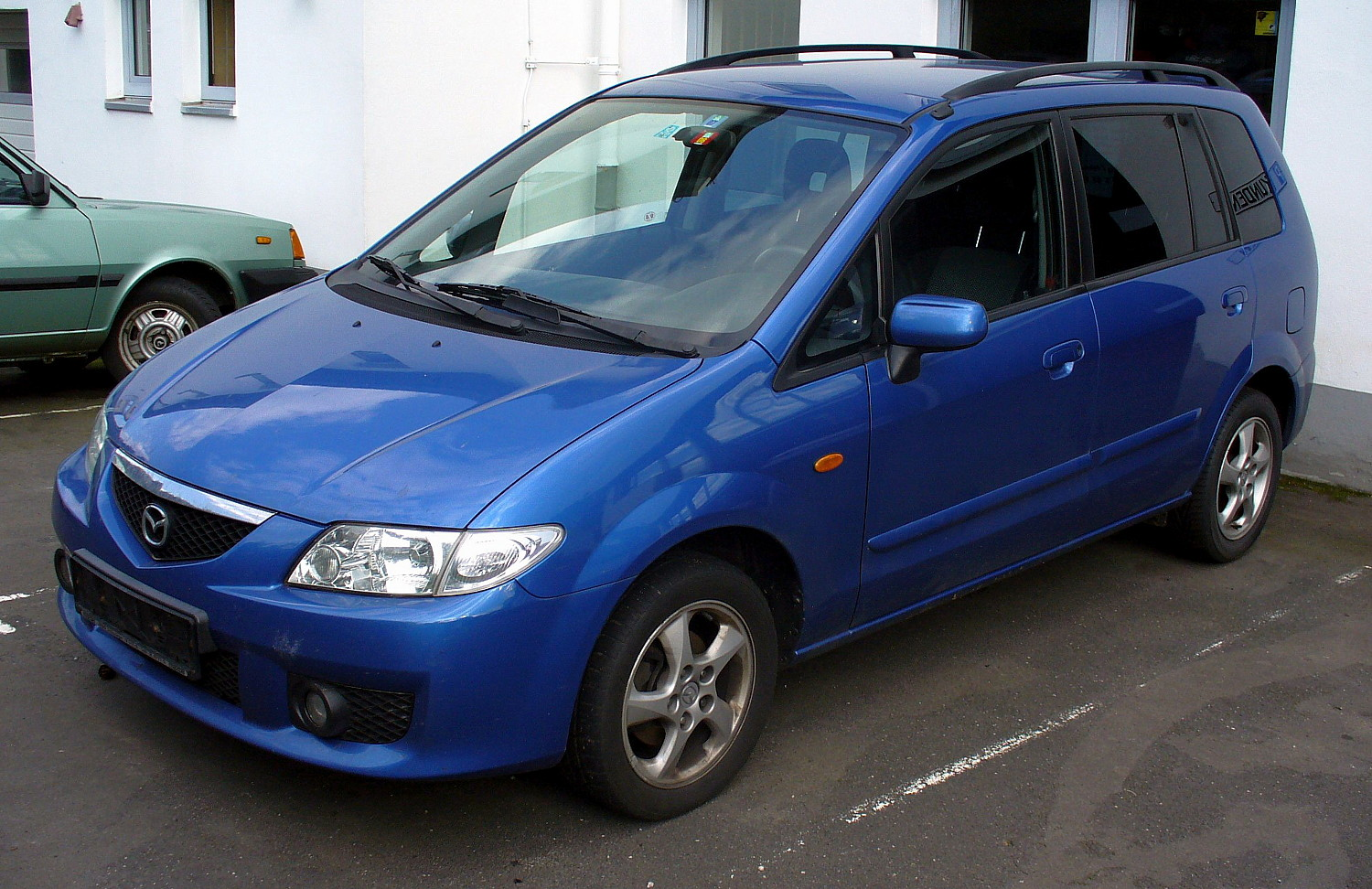
歐規版車頭
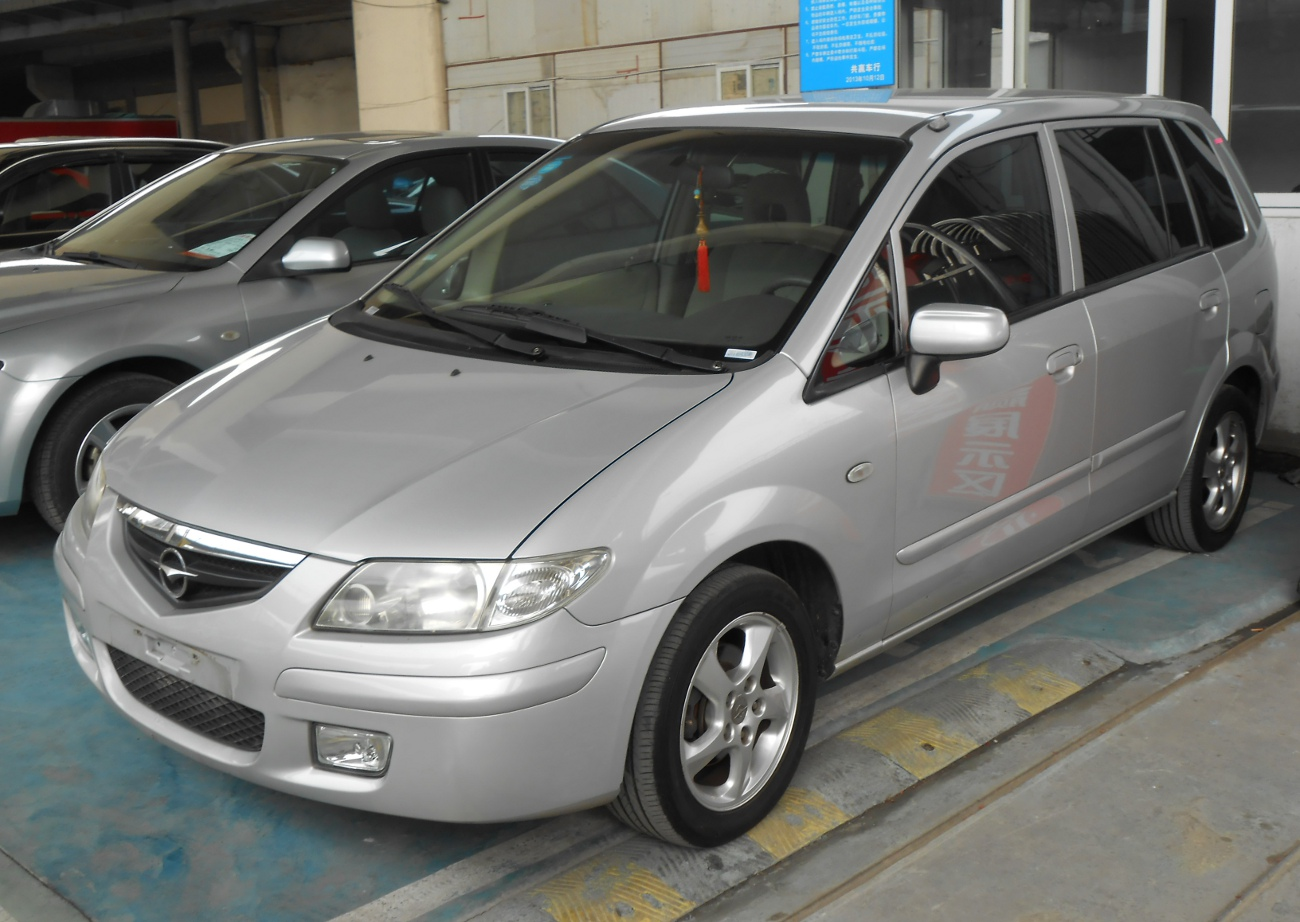
一汽海馬普力馬
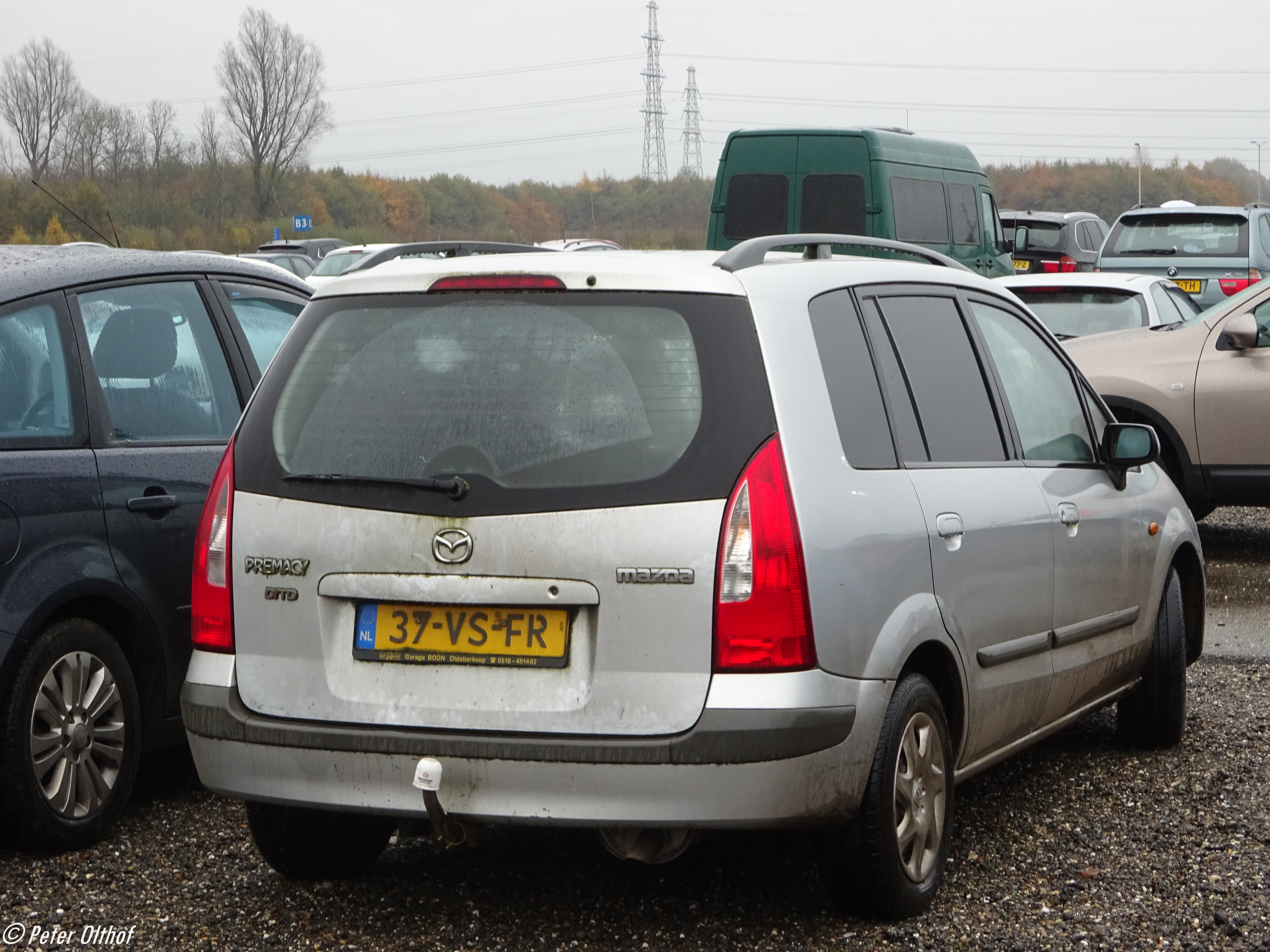
2000年在荷蘭製造的歐規版

#### 臺灣福特Ixion MAV
由於福特汽車入主馬自達的緣故，某些亞洲國家推出以Premacy而修改的車款，命名為「福特Ixion」；臺灣福特六和公司則將國產化車款稱作「福特Ixion MAV（Multiple Activity Vehicle之縮寫）」，於2001年2月上市。跟Premacy的差別在於：重新設計的頭尾造型、價格更便宜、專屬金色車色、配備更豐富、可加價選購Panasonic AV800影音系統（含衛星導航系統）和倒車顯影等。不過比Ixion MAV晚一個星期上市的國產化Premacy具有全車空力套件，年輕化的扮相獲得較多消費者的青睞，連帶影響了後續的銷售量，Ixion MAV後來的銷售狀況反而疲軟。既然Ixion MAV後續的販售成績不佳，福特六和遂取消某修配備以降低售價，針對計程車業者推出專用車款。除了原絨布椅換成合成皮椅、2DIN音響主機更換為1DIN、真皮方向盤改為PU材質、15吋鋁合金輪圈改成14吋鐵圈加輪圈蓋、米白色內裝改成耐髒的灰色；最重要的是為了符合監理法規，取消第三排座椅改成5人座，全部玻璃也改成透明。於是，這款專用車型的Ixion MAV成為臺灣第一部轎式休旅計程車。2003年3月Ixion MAV小改款，換裝2.0L直列四缸DOHC FS-DE型引擎，將第3排座椅設定為選配，原本的直瀑式水箱護罩更換為橫柵式鍍鉻水箱護罩，同時更換新的尾燈組。

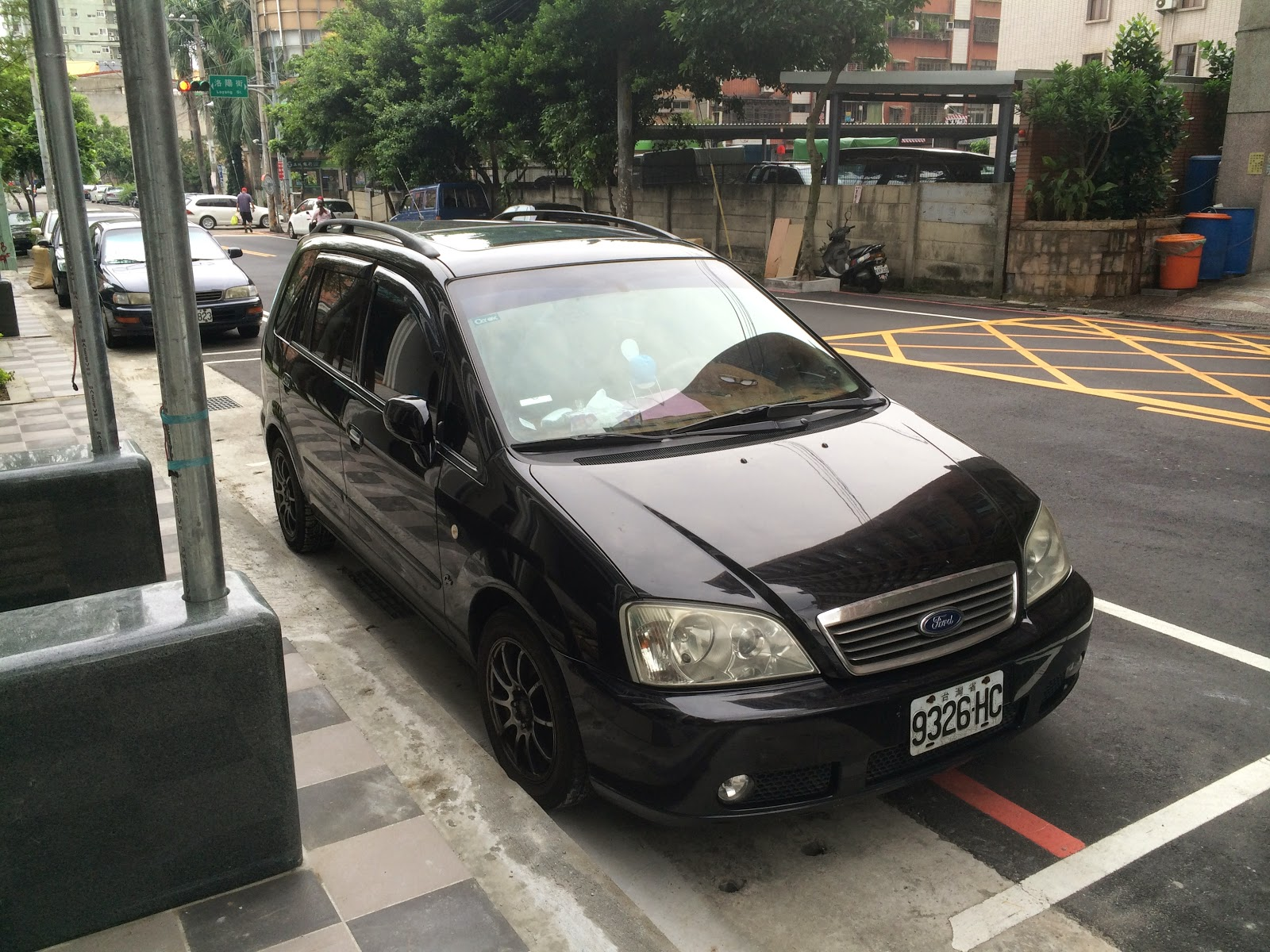
Ixion MAV車頭
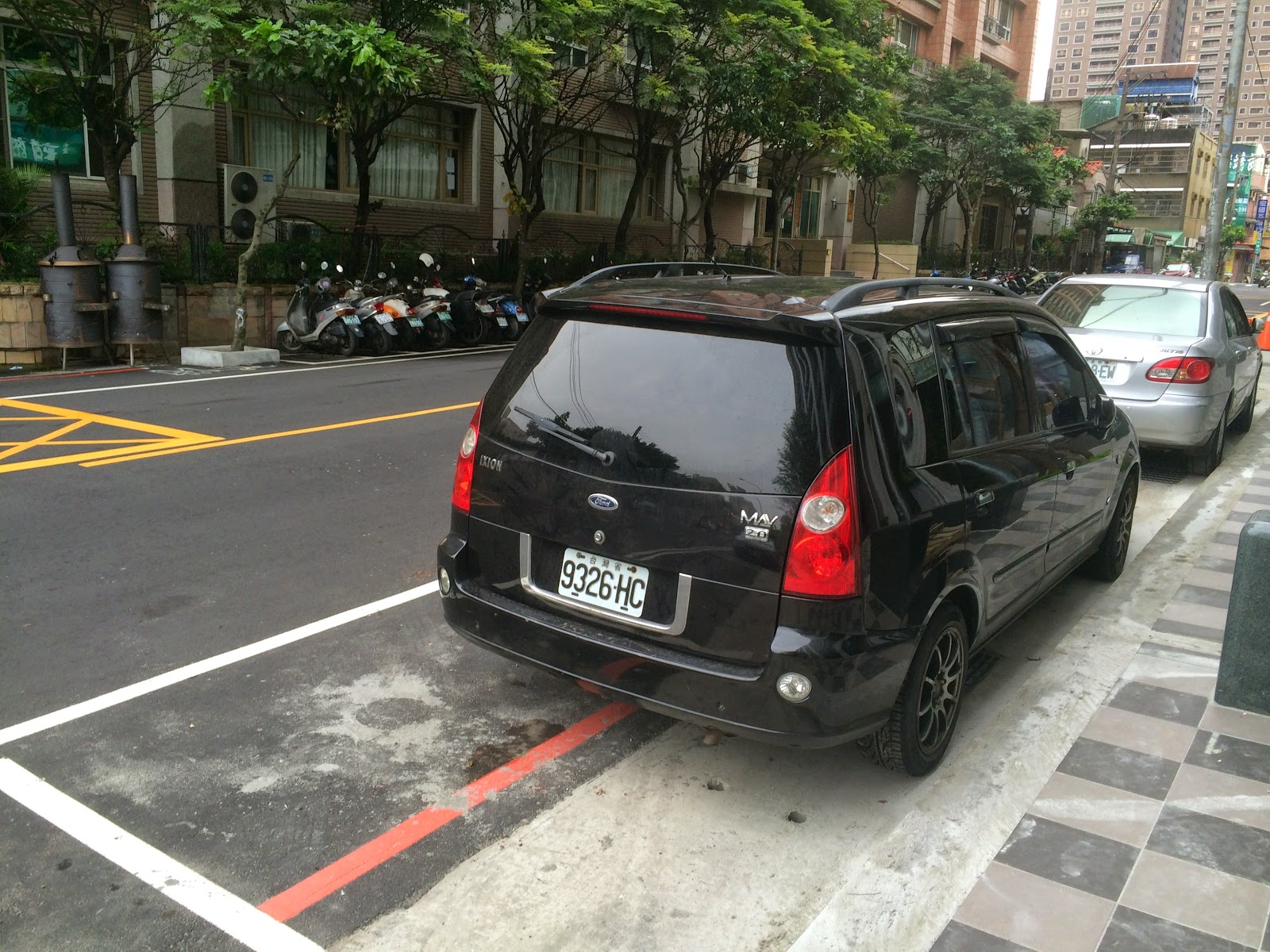
Ixion MAV車尾
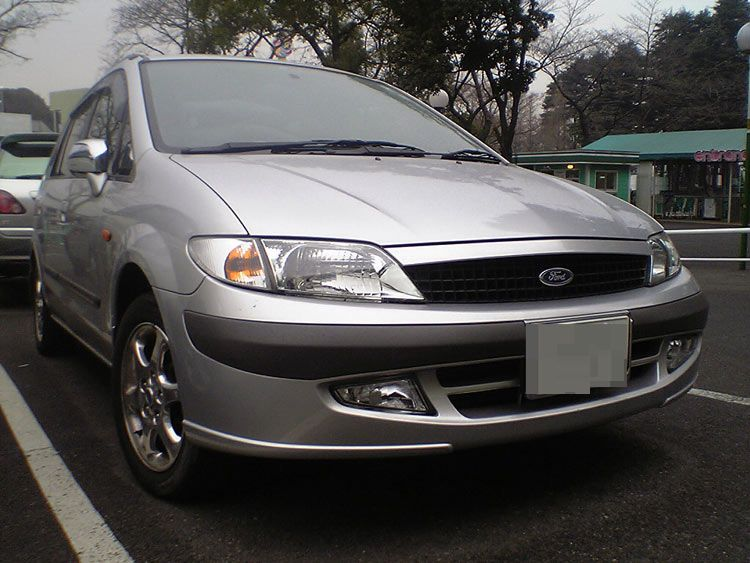
日規版福特Ixion車頭
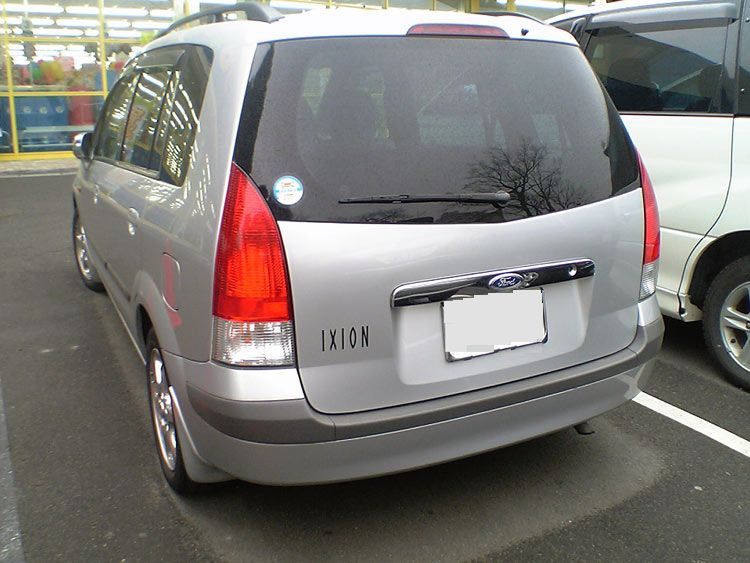
日規版福特Ixion車尾

### 第二代（CREW/CR3W型 2005年-2010年）
2004年 - 馬自達在日內瓦國際車展（Salon international de l'auto, Genève）公開發表「MX-FLEXA」概念車。
2005年 - 2月日本發表大改款的第二代車型，美國地區則在同年夏天開始販售。原廠為了統一全球的車款命名方式，除日本市場繼續延用Premacy之名，其他世界各地皆以馬自達5之名銷售。該公司把這部車歸類為緊湊型旅行車，但其車身和轎車近似，且擁有雙後滑門的設計，普遍被視為緊湊型多功能休旅車（或稱「轎式休旅車」）。這款車的車身是以福特C1平台作為基礎，所以與馬自達3共用許多零組件。動力部分搭載1.8L L8-VE型、2.0L LF-DE型/LF-VD型與2.3L L3-VE型的MZR引擎，搭配四速手自排；歐洲市場則以2.0L直列四缸RF 2005型柴油引擎搭配手排。
在歐洲市場與之有密切血緣關係的是福特C-Max，但C-Max的後門使用傳統式車門，有別於馬自達5的滑門。在北美洲市場，馬自達5是自1994年三菱Expo（美國）和1995年日產Axxess（加拿大）以來，唯一新發表的小型多功能休旅車。在車身尺寸上，馬自達5比1984年至1989年間銷售的豐田Van稍大。2007年起亞汽車開始在美國與加拿大銷售Rondo，賓士也在加拿大與墨西哥販售賓士B200，成為馬自達5在北美洲市場的競爭對手。
馬自達5在歐洲和亞洲市場以七人座車款銷售，因為第二排座位使用了摺疊式座位，以便乘坐三個人，平時則可將中間座椅摺疊收入左側座位中。在北美洲市場，馬自達5則因交通法規和實用性問題，取消了第二排中間的摺疊式座位，改採每列有兩個座位、總共三列六人座。全球販售的馬自達5第二排座位皆可前後滑動，椅背也可向前平躺，第三排也可以折平以方便載運貨物。
2008年 - 進行中期小改款。在外觀方面，更新了前保險桿與輪圈的形式，後車燈改用LED燈泡，外型也作了更動。自動變速箱改為五速設計。在內裝上，儀表板變成自發光式，音響除了更新按鈕排列，也增加了AUX-IN外接輸入孔，並增加了後座空調出風口。

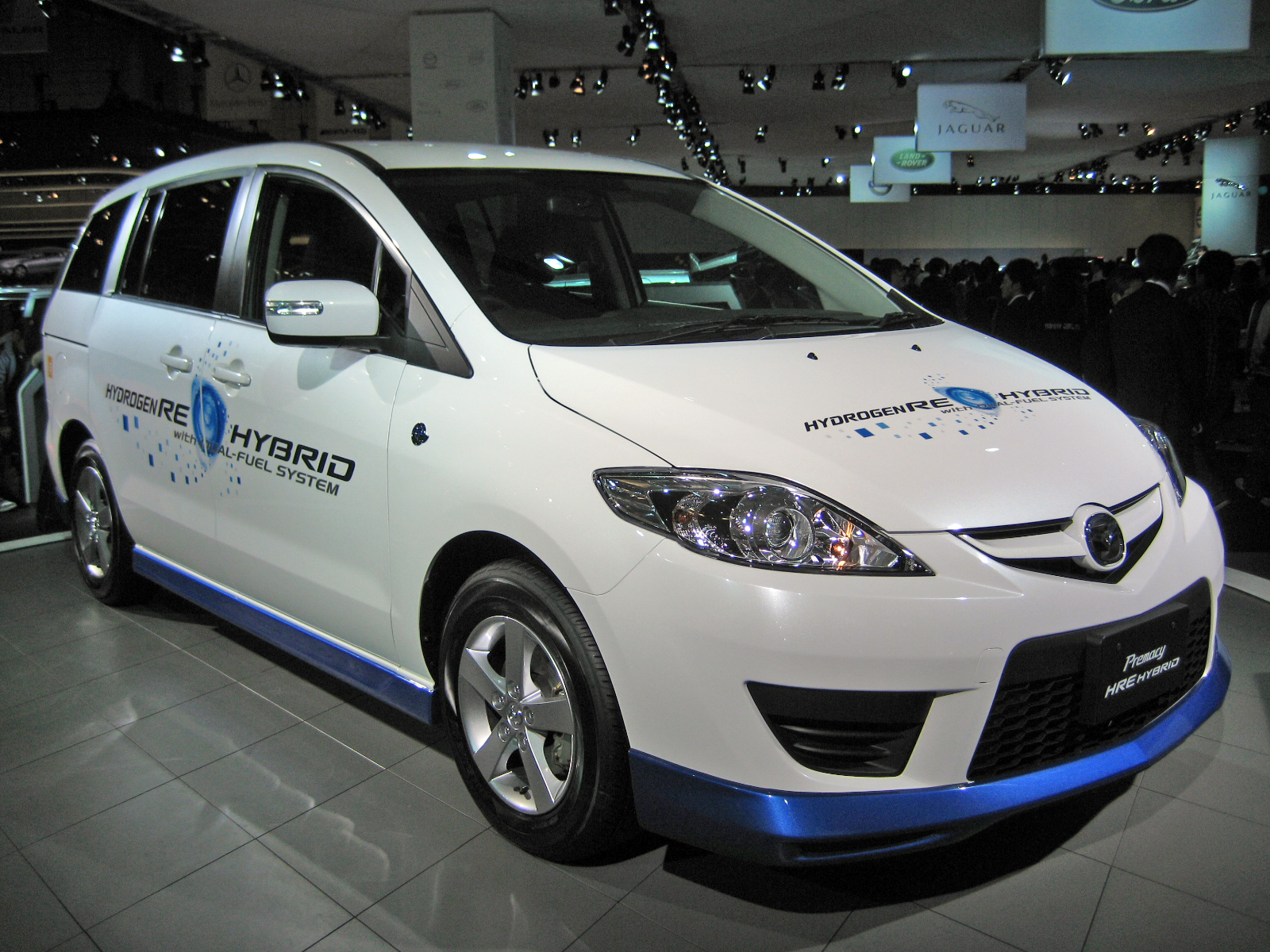
馬自達5 Hydrogen RE Hybrid氫汽混合動力車

2009年 - 3月5日日本國土交通省同意馬自達Premacy Hydrogen RE Hybrid氫汽混合動力車的商業用途掛牌許可，自即日起加入租賃業務。這款車搭載轉子引擎，可使用氫氣與汽油兩種燃料外，再加上最大輸出功率為150HP的電動馬達與鋰電池組，成為世界第一套具備氫氣、汽油雙燃料以及電動馬達系統的混合動力車。第一部車於同年5月26日交予日本岩谷產業公司使用。
2010年 - 增加ESC電子車身穩定系統及TCS循跡控制系統，以增加車子的安全性。
日本國土交通省與JNCAP（獨立行政法人自動車事故對策機構）在2005年2月針對馬自達5作測試，綜合評價獲得滿分六顆星；而EuroNCAP（European New Car Assessment Programme的縮寫）則在2005年9月針對馬自達5的成人乘員給予滿分五顆星的評價。

#### 安全性召回
- 馬自達生產馬自達5後不久，就被美國政府強迫召回該款車輛，因為他們的美國工程師克逖斯·李（Curtis Lee）發現排氣系統有可能導致著火的危險。車主們並沒有被原廠告知在使用四速手自排的「運動模式」（sport mode，也就是切換到手自排變速箱的「手排模式」）時，因入檔至錯誤位置，會一直維持在二檔而引起高溫。馬自達的解套作法是在消音器四周增加防火擋板，並且改寫行車電腦軟體，讓「運動模式」在短時間內不允許過高的轉速。雖然表面上配備五速手排變速箱的馬自達5不必召回檢修，但是馬自達選擇更新該款車的所有規格。當車子回廠檢修時，該公司並賠償每位車主五百美元（在加拿大則為五百加幣）及代步車，總共有二千七百輛車輛受到波及影響。

- 2010年8月19日馬自達日本總公司發言人表示，由於2007年4月至2008年11月之間製造的馬自達3與馬自達5，其2.0L車型由於動力轉向系統的高壓油管生鏽，汽車於行駛時突然喪失转向助力，可能導致駕駛者難以駕馭汽車而發生意外。美國聯邦政府已於同年6月對此問題展開調查，美國國家公路交通安全管理局（National Highway Traffic Safety Administration，縮寫成NHTSA）接獲三十三起有關此問題的投訴，其中還包含三起撞車事故。

馬自達在全球召回大約51萬4千餘輛的馬自達3與馬自達5（臺灣更包含其雙生車種福特i-MAX）檢修更換動力轉向泵及高壓油管，其涵蓋範圍包括臺灣地区、日本、中國、澳大利亞、美國、加拿大等地。

#### 獲獎紀錄
馬自達5在2006年被加拿大年度風雲車評選為「最佳新多用途家庭房車」，而美國《消費者報導雜誌》（Consumer Report）則評選該款車為「最佳旅行車」，雖然馬自達5因為穩定性不足而未獲得「值得推薦」的評比。

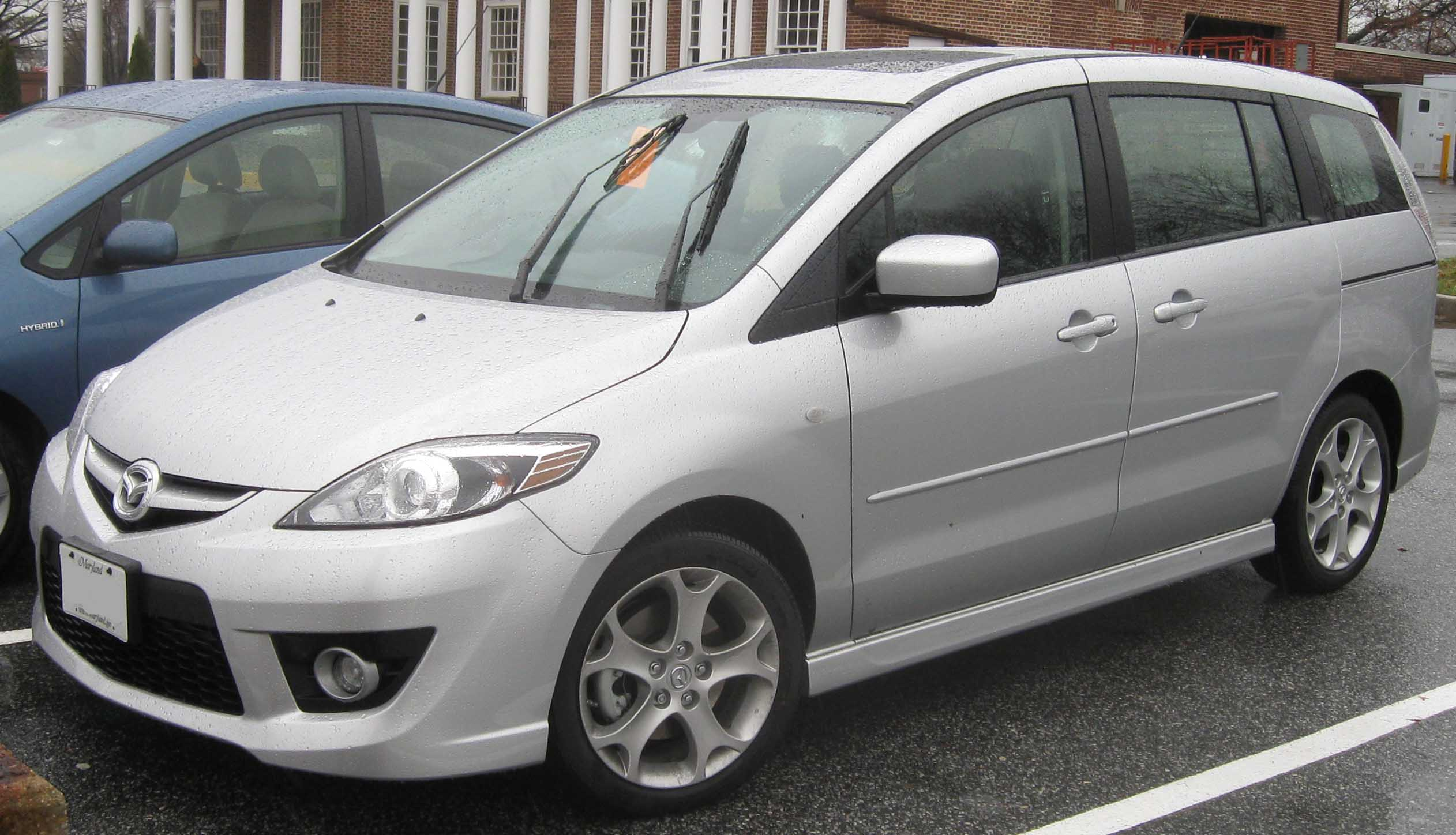
2008年-2010年美規版車頭
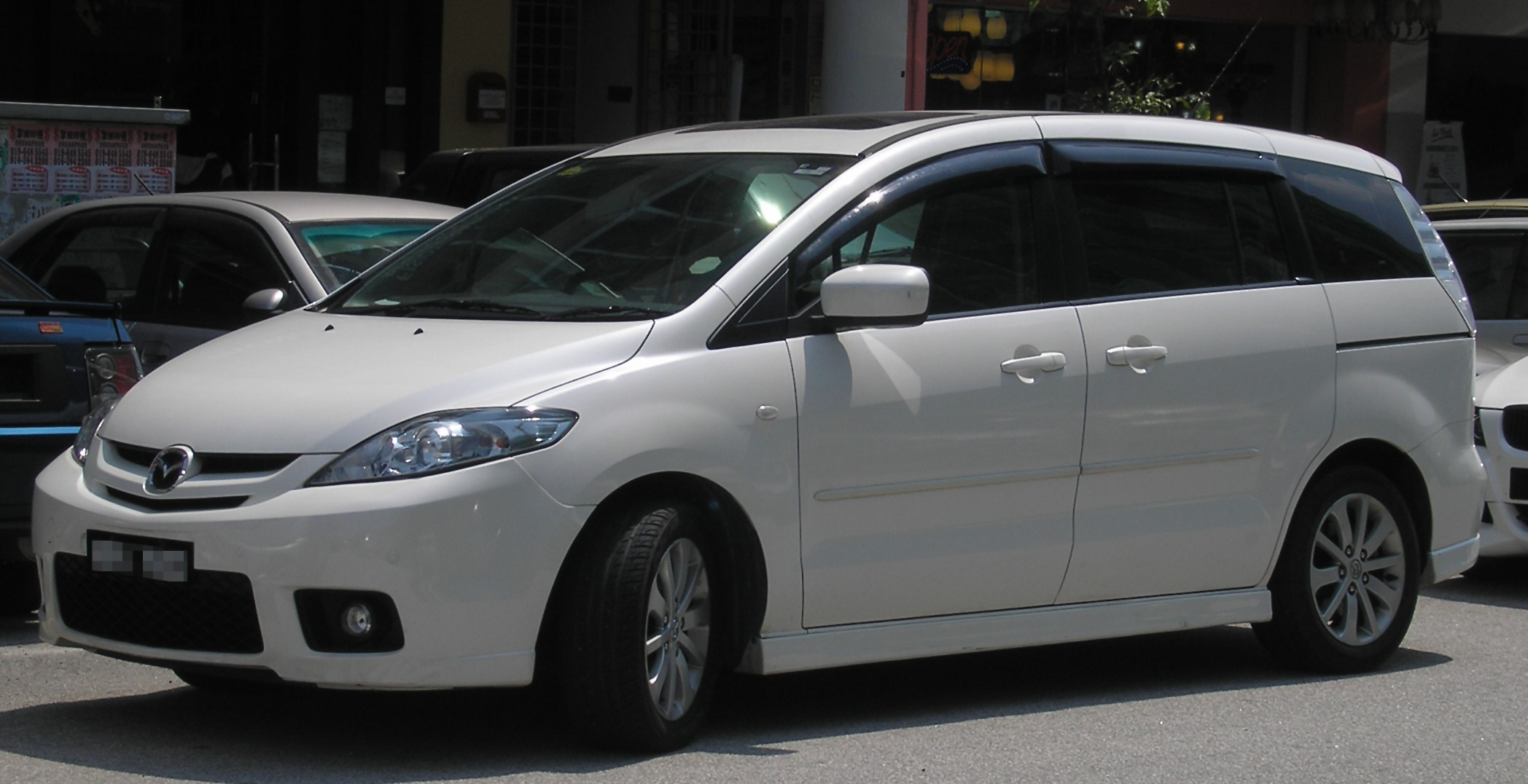
2005年-2008年車頭（前期型）
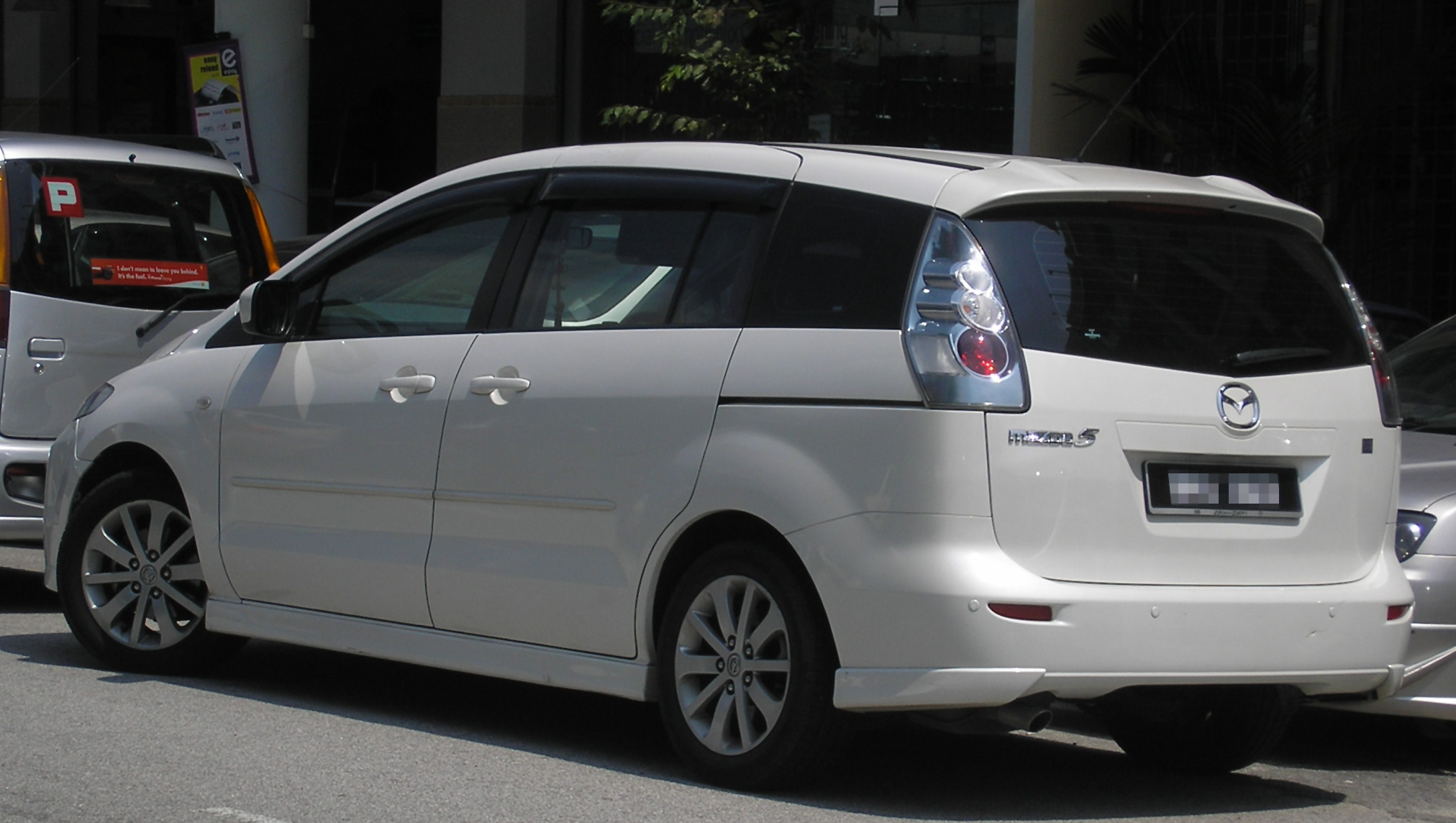
2005年-2008年車尾（前期型）
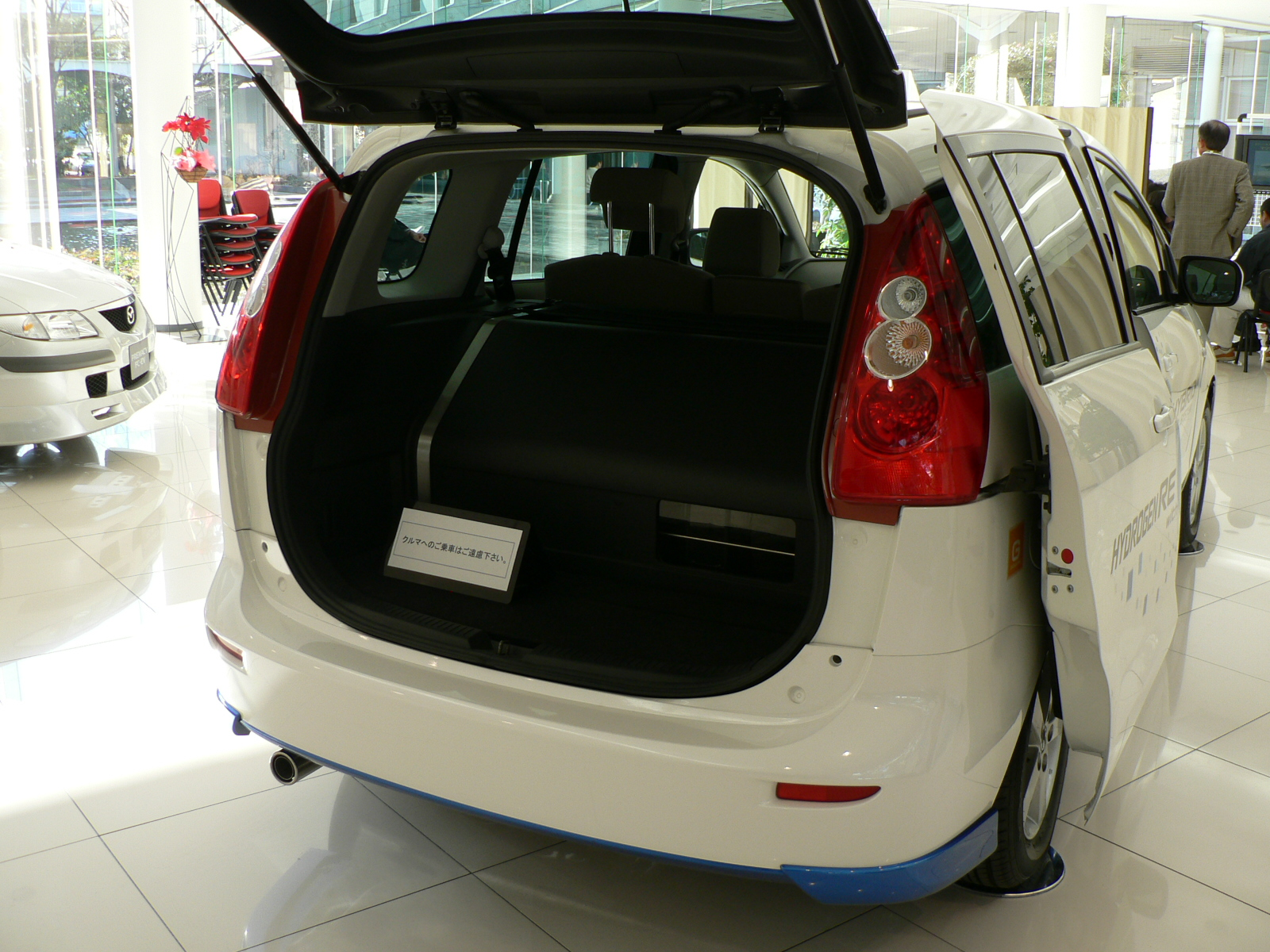
Hydrogen RE Hybrid車尾
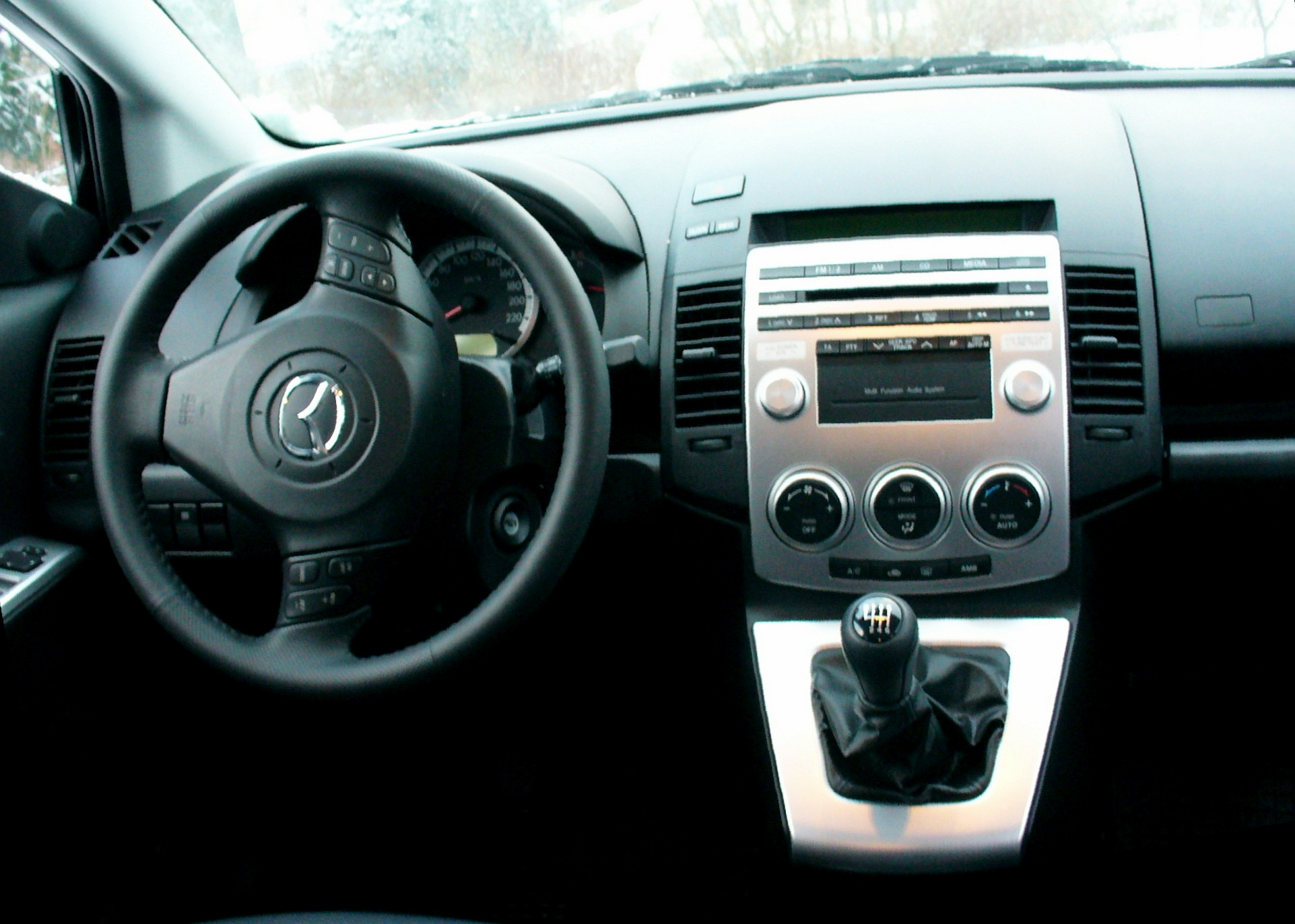
歐規版內裝
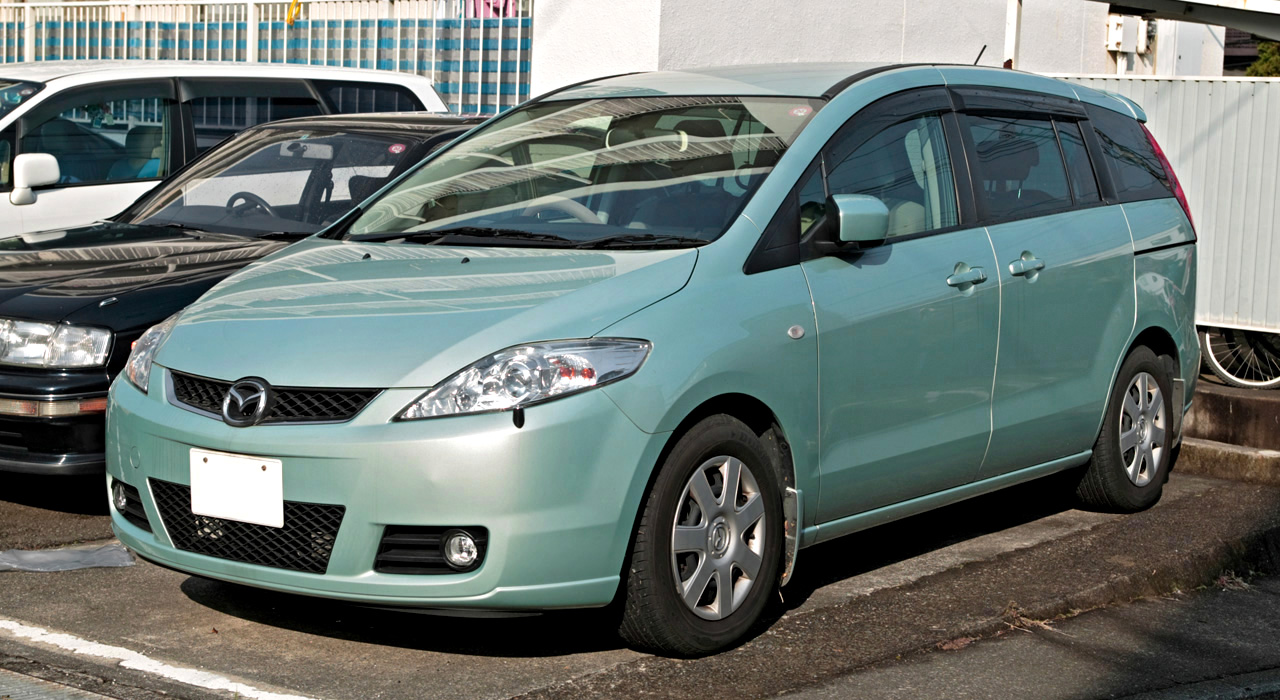
2005年-2008年日規版車頭
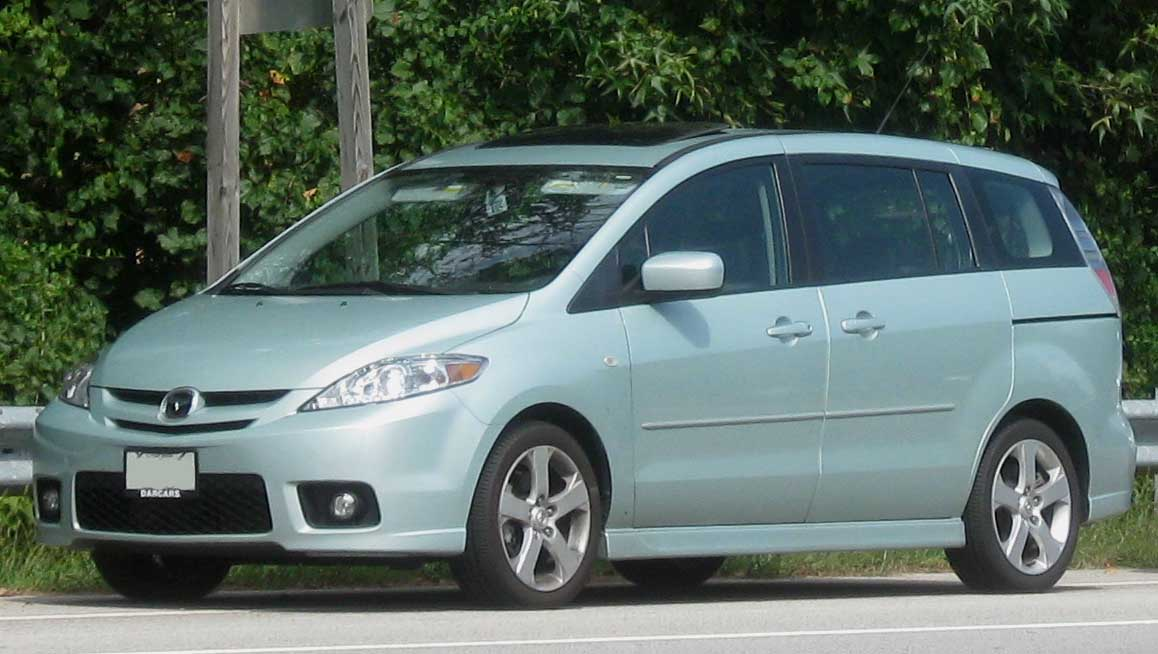
美規版車頭
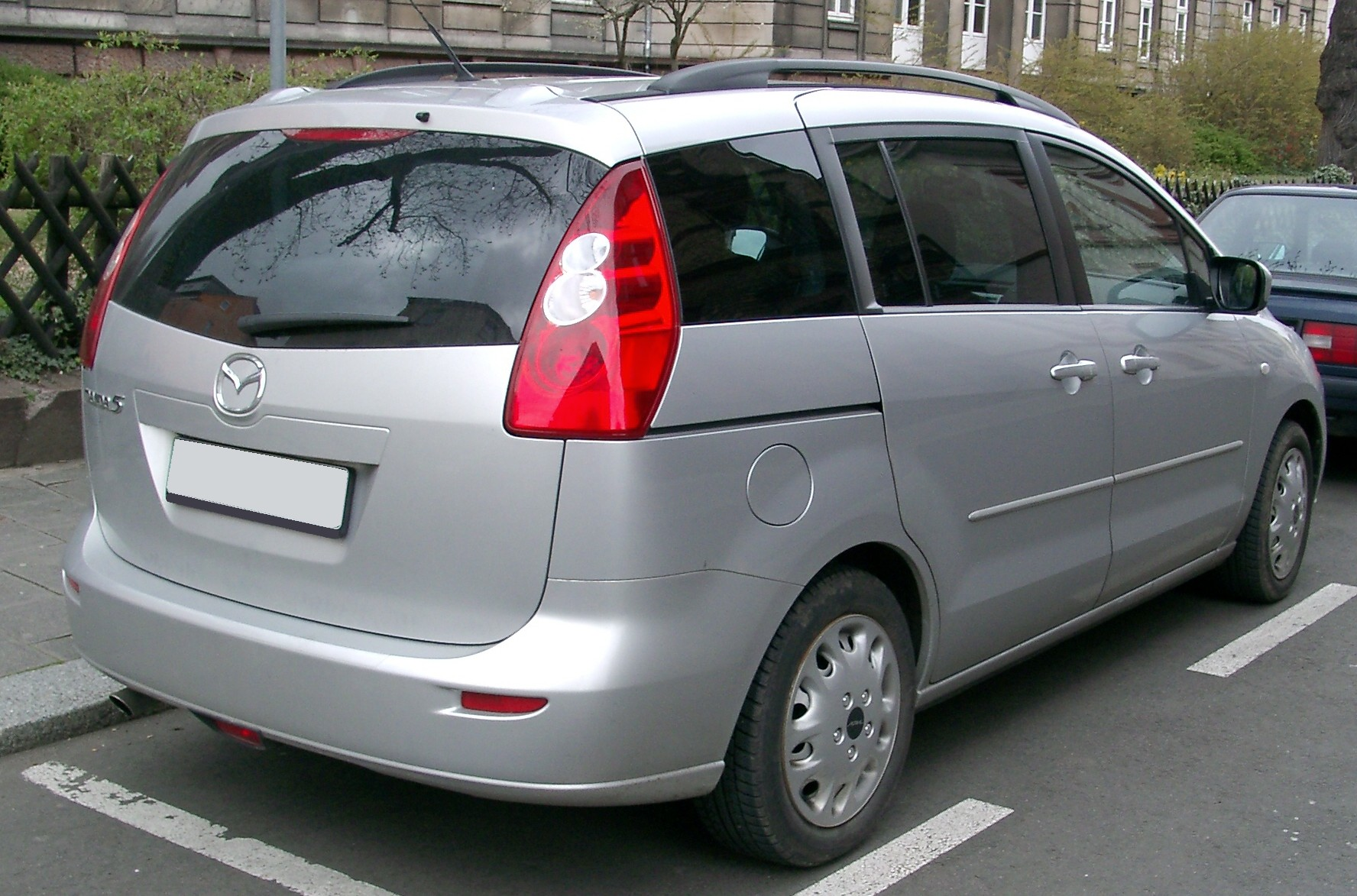
歐規版車尾（中期型）
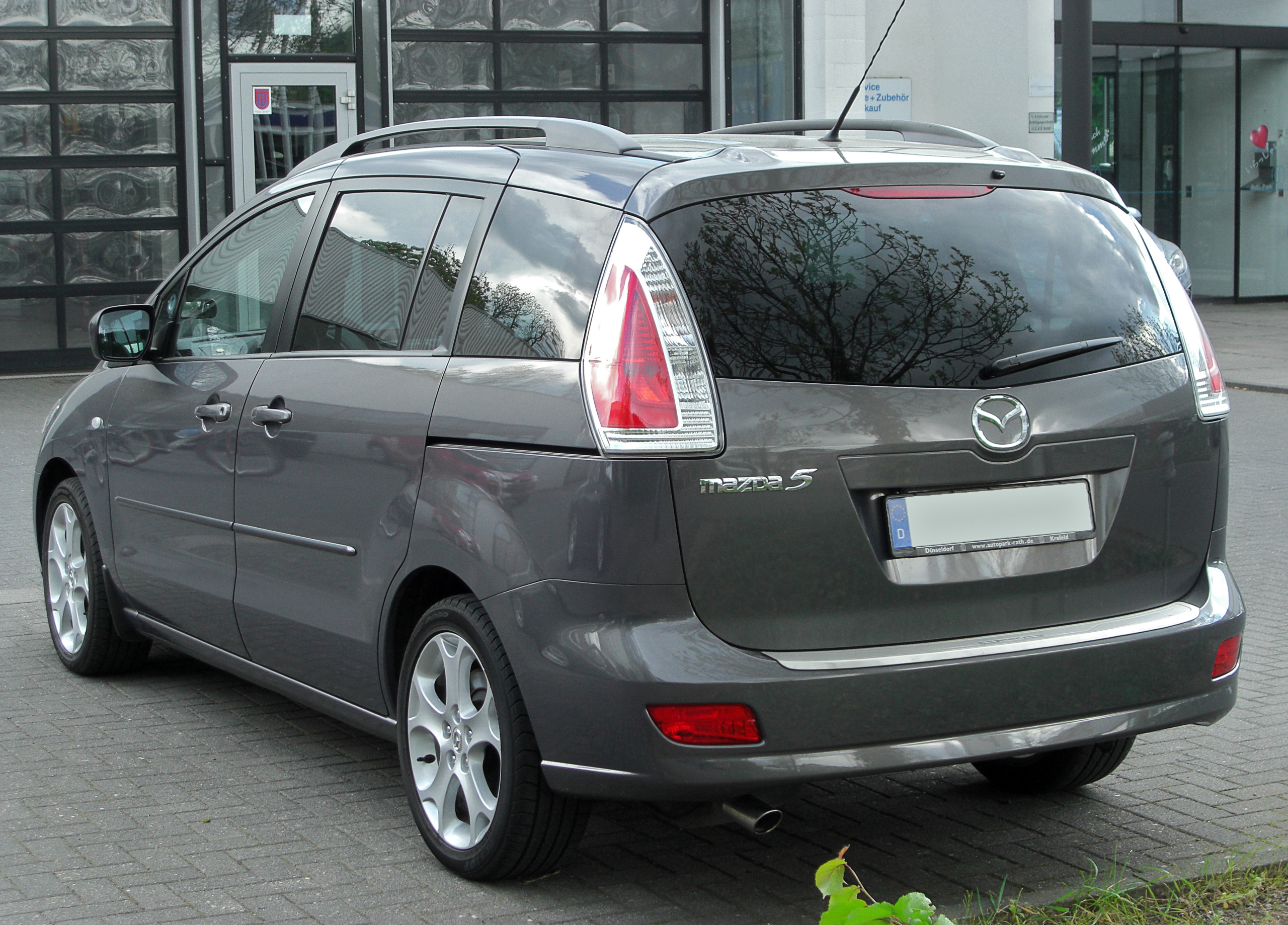
歐規版車尾（後期型）

#### 臺灣福特i-MAX（2007年-2011年）
2007年7月10日臺灣福特六和汽車推出國產化的「福特i-MAX」，這輛車以第二代馬自達5為基礎而改造，除了前後保桿、頭燈組、進氣壩等處的造型不同外，HID氣體放電式頭燈組、橫置式LED尾燈等是兩者最大的差異；此外內裝鋪陳也不盡相同。動力心臟2.0L直列四缸DOHC Duratec HE型引擎事實上即為馬自達供應的2.0L LF-DE型/LF-VD型引擎，四速手自排變速箱也跟馬自達5一樣。2009年4月24日實施小改款，取消原先全車系標配的HID氣體放電式頭燈，高階的Ghia與Ghia Ltd二種車型新設兩段式後座出風口，全車系新增AUX-IN音源接孔、三環自發光儀表板、新樣式16吋五爪式鋁圈、新樣式儀表控台與控鍵等。2010年起，此車款也開始外銷至越南市場；直到2011年年底隨著馬自達5改朝換代而停產。

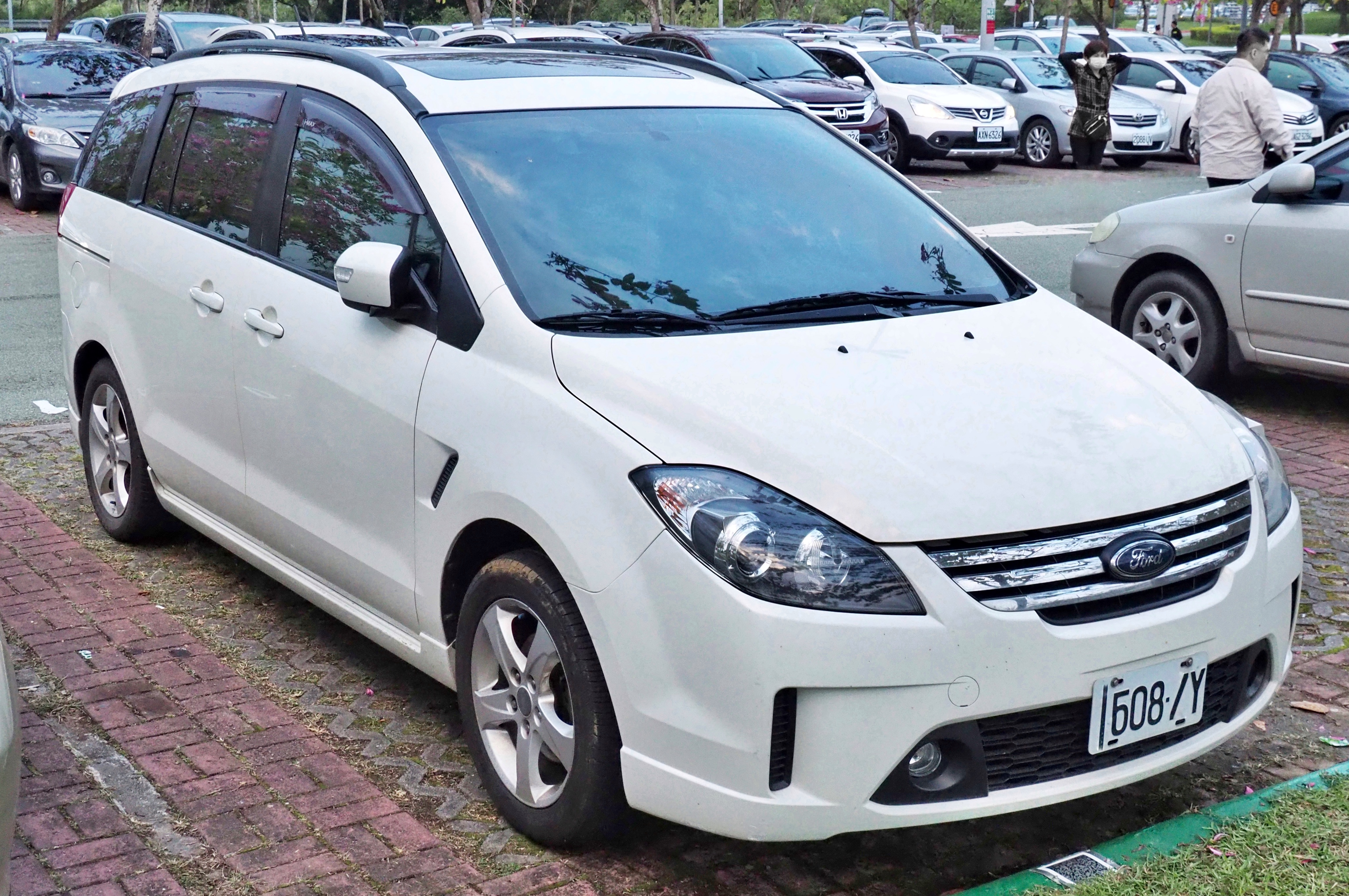
車頭
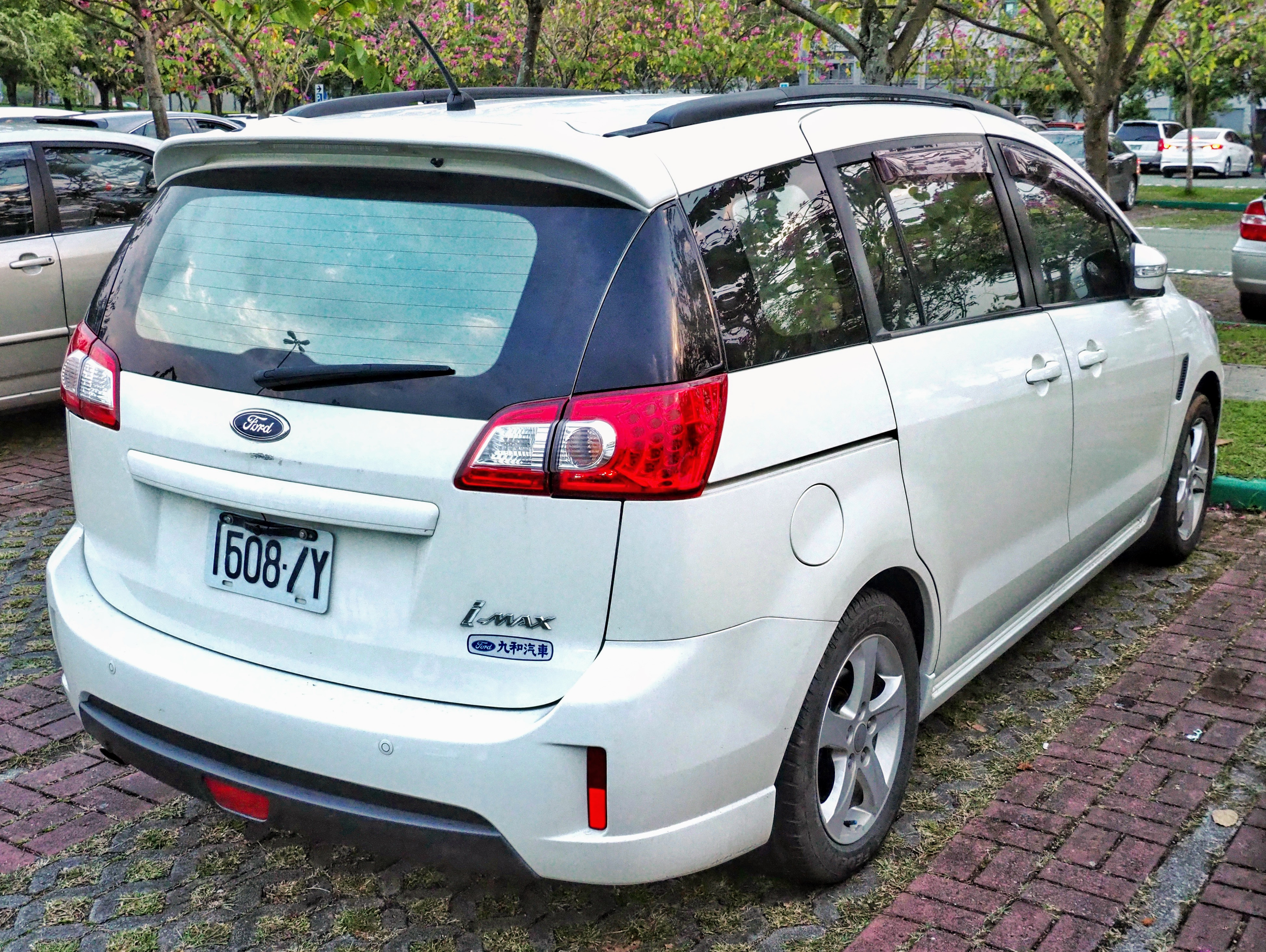
車尾
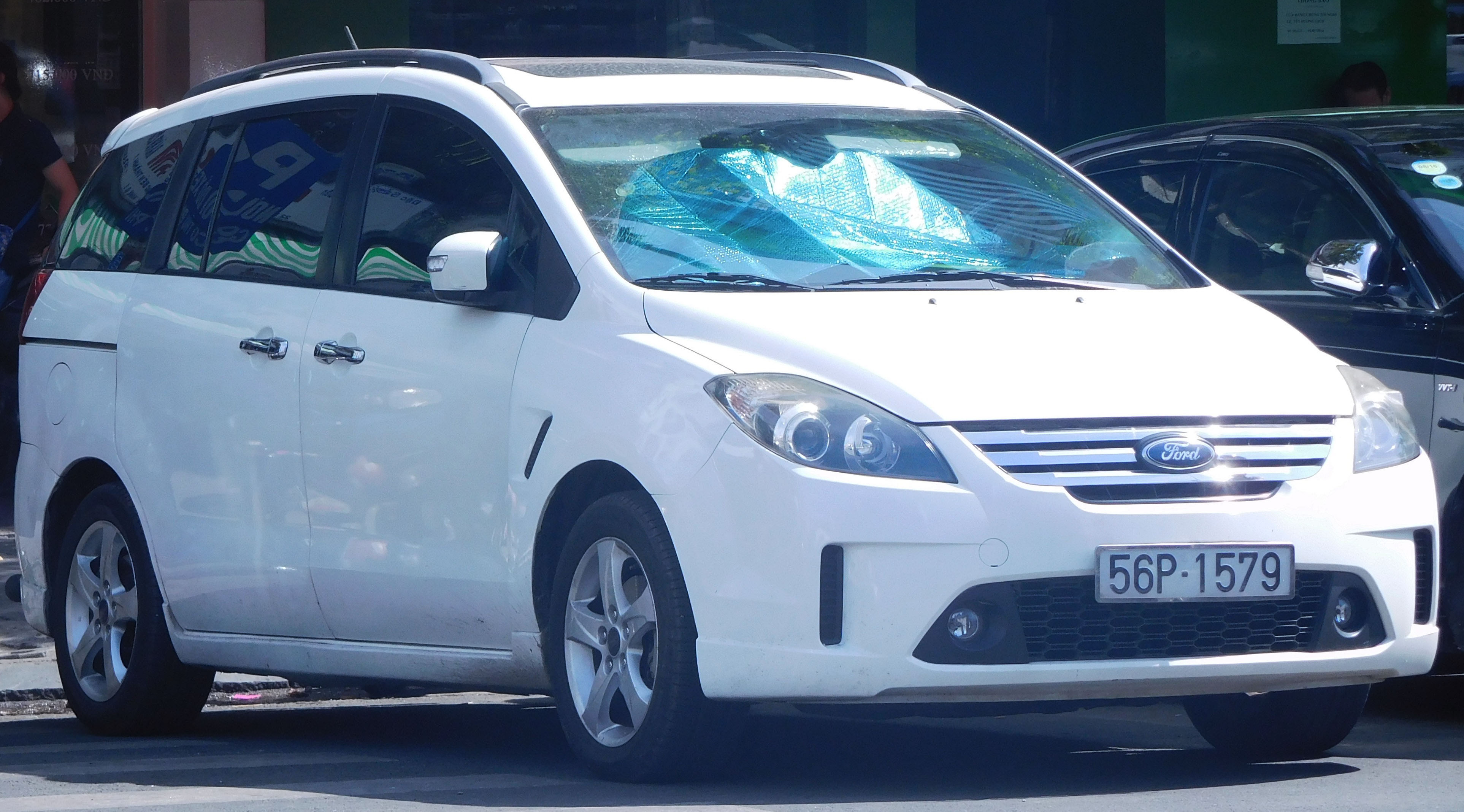
攝於越南胡志明市
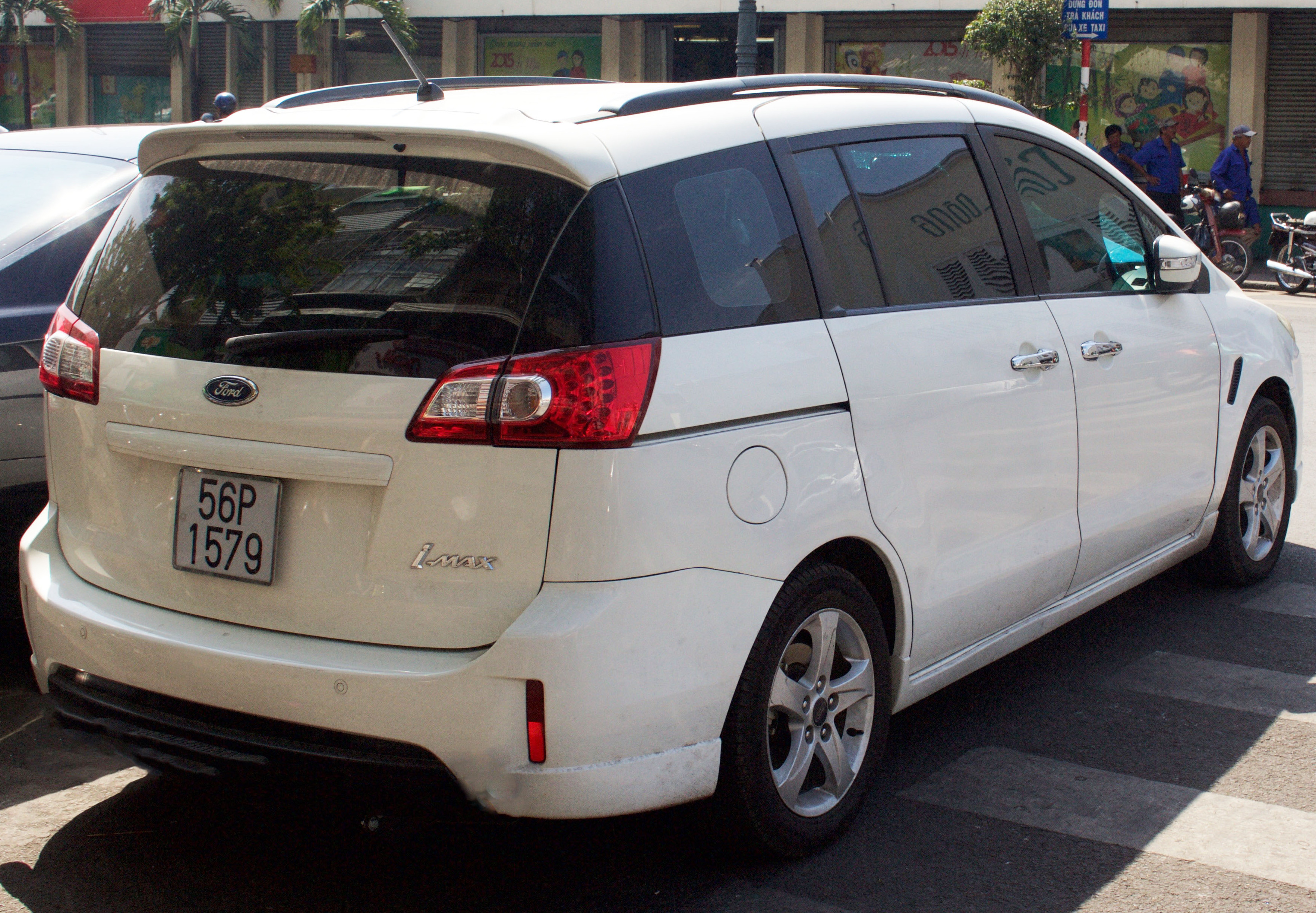
攝於越南

### 第三代（CWEFW/CWEAW型 2010年-2018年）
2010年3月 - 馬自達於日內瓦國際車展發表第三代車款，其車身外觀由該公司的概念車流和風籟啟發而來，車側明顯有三道流線型特徵，而車頭則採用馬自達全車系共同的「開口笑」設計，其風阻係數Cd值僅有0.30。
2010年7月 - 全新改款的馬自達5正式在日本發表上市，採用CW平台打造，配備2.0L直列四缸DOHC DISI的MZR引擎以及五速自動排檔變速，四輪驅動車款則在8月5日上市。「20S」與「20E」這兩級的車還配備了i-Stop怠速熄火系統，節省油耗也減少廢氣的排放。動力方面，LF-VD型和LF-VDS型引擎的最大馬力150ps / 6,200rpm、最大扭力186N・m / 4,500rpm；LF-VE型之最大馬力139ps / 6,500rpm、最大扭力175N・m / 4,000rpm。
2011年1月 - 2010年馬自達在中國市場共售出239,709輛新車，比起前年增長了33%，加速了第三代馬自達5在該地上市的腳程。但因尚未國產化，此代車款跟前代一樣採整車進口的方式，動力配置皆為2.0L DOHC直列四缸LF-X型引擎，最大馬力為146hp / 6,500rpm，峰值扭力為18.6kgm / 4,000rpm，可選擇六速手排或六速手自排兩種變速系統，區分成手排舒適、自排舒適與自排豪華三種車型。至於配備方面，包含恆溫空調、電動座椅、天窗、衛星導航影音系統、行車旅程電腦、多功能方向盤、電動雙滑門、紅色滾邊皮革座椅、藍牙通訊等。初期，马5的排放标准为国四，2013年后上牌的少量车型，排放标准为国五。
2011年12月 - 國產化的第三代馬自達5正式在臺灣推出，動力來源為2.0L LF-VE型引擎，最大馬力147ps / 6,500rpm、最大扭力18.8kg-m / 4,500rpm；而變速箱則為六速手自排系統。前輪懸吊系統採獨立麥花臣式、後輪則為多連桿式，制動系統為四輪碟煞。頂級旗艦型不但具備DSC動態穩定系統、雙前座安全氣囊、雙前座側邊與雙車側簾幕式氣囊、ABS防鎖死煞車系統、EBD電子煞車力道分配系統、BAS煞車力道輔助系統、HID氙氣頭燈、DVD影音系統（整合倒車顯影、衛星導航等）、巡航定速裝置、電腦恆溫控制等配備。
2013年1月24日 - 日本發表小改款，引進具有SKYACTIV技術的2.0L DOHC直列四缸PE-VPS型引擎，搭配六速SKYACTIV自排變速箱、15英吋輪胎、i-DM（intelligent-Drive Master）駕駛輔助顯示系統等，達到更佳的油耗表現。內裝方面可加價選購自動防眩後視鏡、巡航定速、6支喇叭等配備，標準配備則新增TFT彩色液晶行車資訊顯示系統、駕駛座底下收納空間等，且座椅和排檔桿頭改以皮革包覆。收納空間也經過改善，譬如車尾行李廂底板下的空間縱深從5公分增至20公分。車身顏色新增紅、黑、灰等三色，而搭載SKYACTIV技術的車型則將電動滑門列為標準配備。
同年11月14日臺灣市場小改款，全車系皆配備6具安全輔助氣囊外，並新增亮面烤漆材質的進氣壩、一體成形後保桿、真皮包覆排檔桿等配備。12月16日日本推出「20S-SKYACTIV CELEBLE」特仕車，以「20S-SKYACTIV」車型換上金屬質感後視鏡、專屬17吋鋁圈等，專屬車身塗裝有紅、白、藍、棕等四色，更換座椅與儀表板之顏色和材質等。
2014年 - 隨著臺灣馬自達分公司在7月1日成立，原委託福特六和汽車生產的車型僅剩馬自達5。
2015年 - 臺灣馬自達宣佈將6顆SRS安全氣囊、真皮座椅及16吋鋁圈列為全車系標準配備，中規尊爵型增加電動側滑門、HID頭燈及電動天窗，頂級影音旗艦型新增整合式DVD影音娛樂系統及DSC車身動態穩定系統。同年該車款退出美國市場，但仍持續在加拿大販售。
2016年 - 2月，宣布在2017年停止銷售，後繼以馬自達CX-5為基礎開發的七人座車輛取代。6月30日，由於臺灣實施「車輛安全檢測基準」修正案，規定9人座以下小客車及3.5公噸以下小型商用車須配置TPMS胎壓偵測系統，福特六和汽車正式停產國產化馬自達5；不過該車款仍持續在日本市場販售。
2018年 - 3月23日日本市場停產並停止銷售。

#### 日產Lafesta Highway Star
主條目：日產Lafesta Highway Star

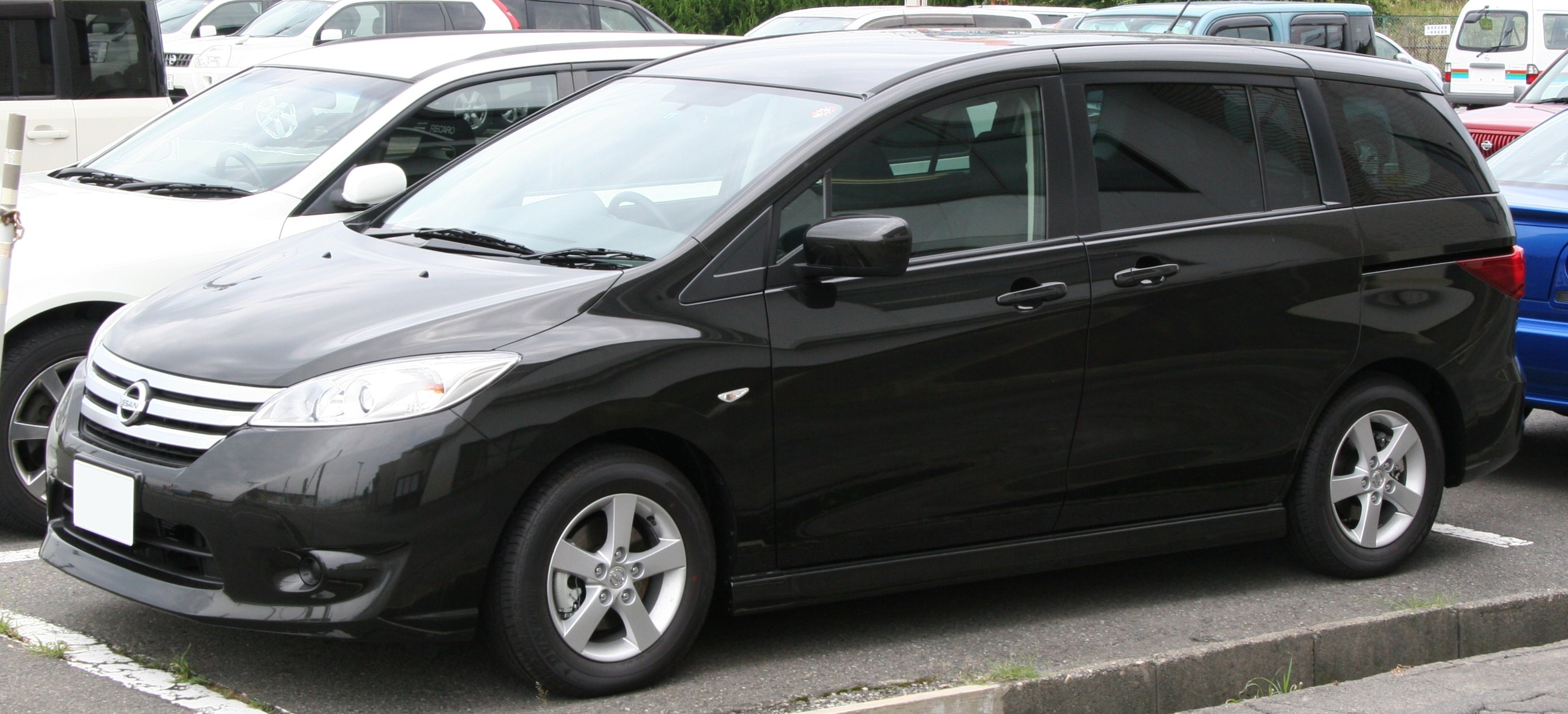
日產Lafesta Highway Star

馬自達汽車與日產汽車的合作關係由來已久，像目前仍在日本市場銷售的Familia Van，即是基於日產AD改造而成。對馬自達而言毋須投入研發經費即可增加產品線，對於代工製造的日產汽車來說可以提高產能，可謂雙贏之策略。
經過日產設計人員重新改造第三代馬自達5的引擎蓋、水箱護罩、前保險桿、車門、後保險桿、後門飾板，並且消除最為著稱的側車門海浪波紋，整體外觀變得中規中矩。不過內裝與引擎、底盤、變速箱等機械構造部分仍沿用馬自達的設計，除了方向盤上換成日產的廠徽外。
日產Lafesta Highway Star原訂於2011年5月16日在日本市場面世，可是受到東北地方太平洋近海地震的影響而推延至同年6月中旬才推出。

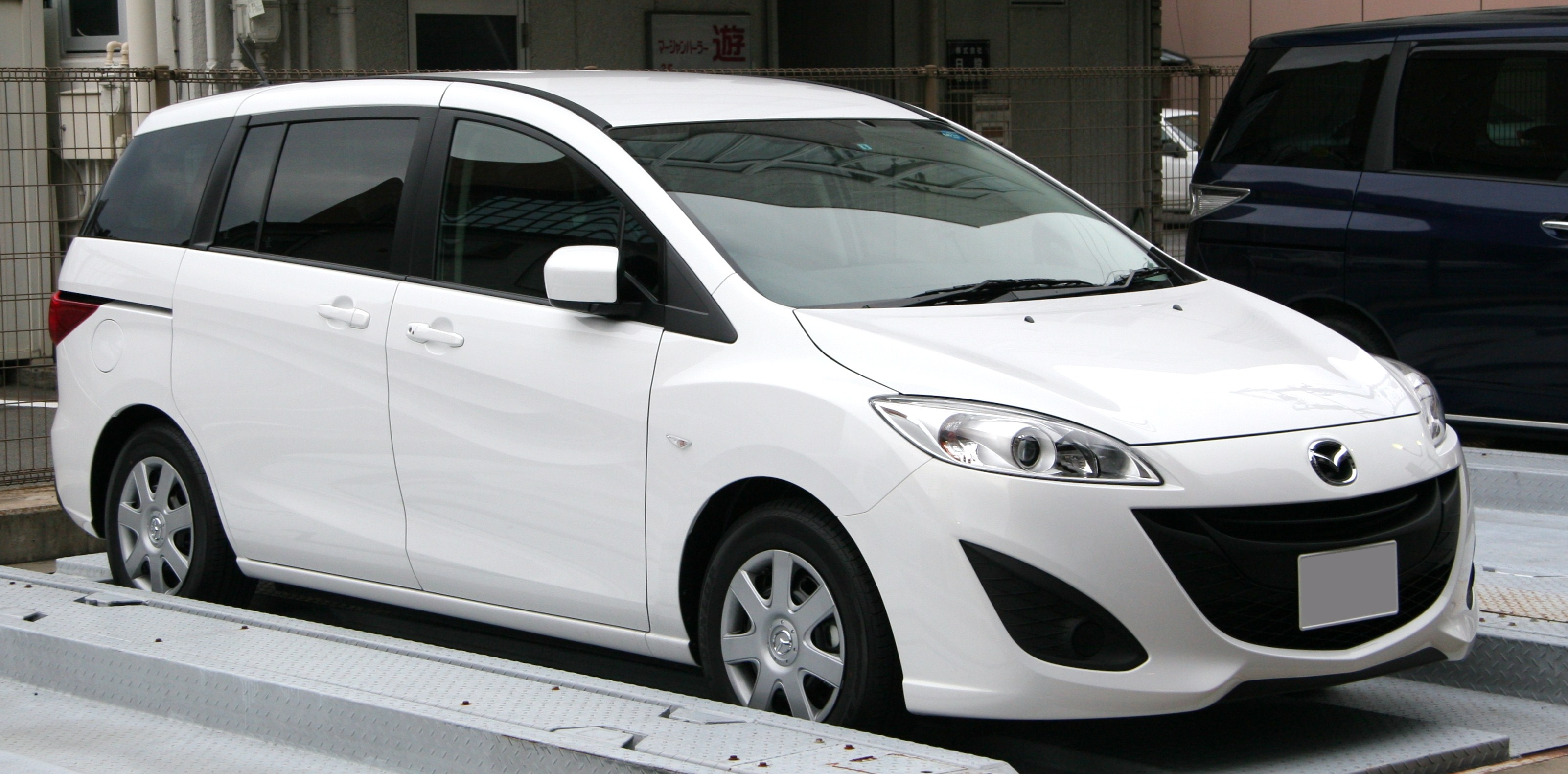
日規版車頭
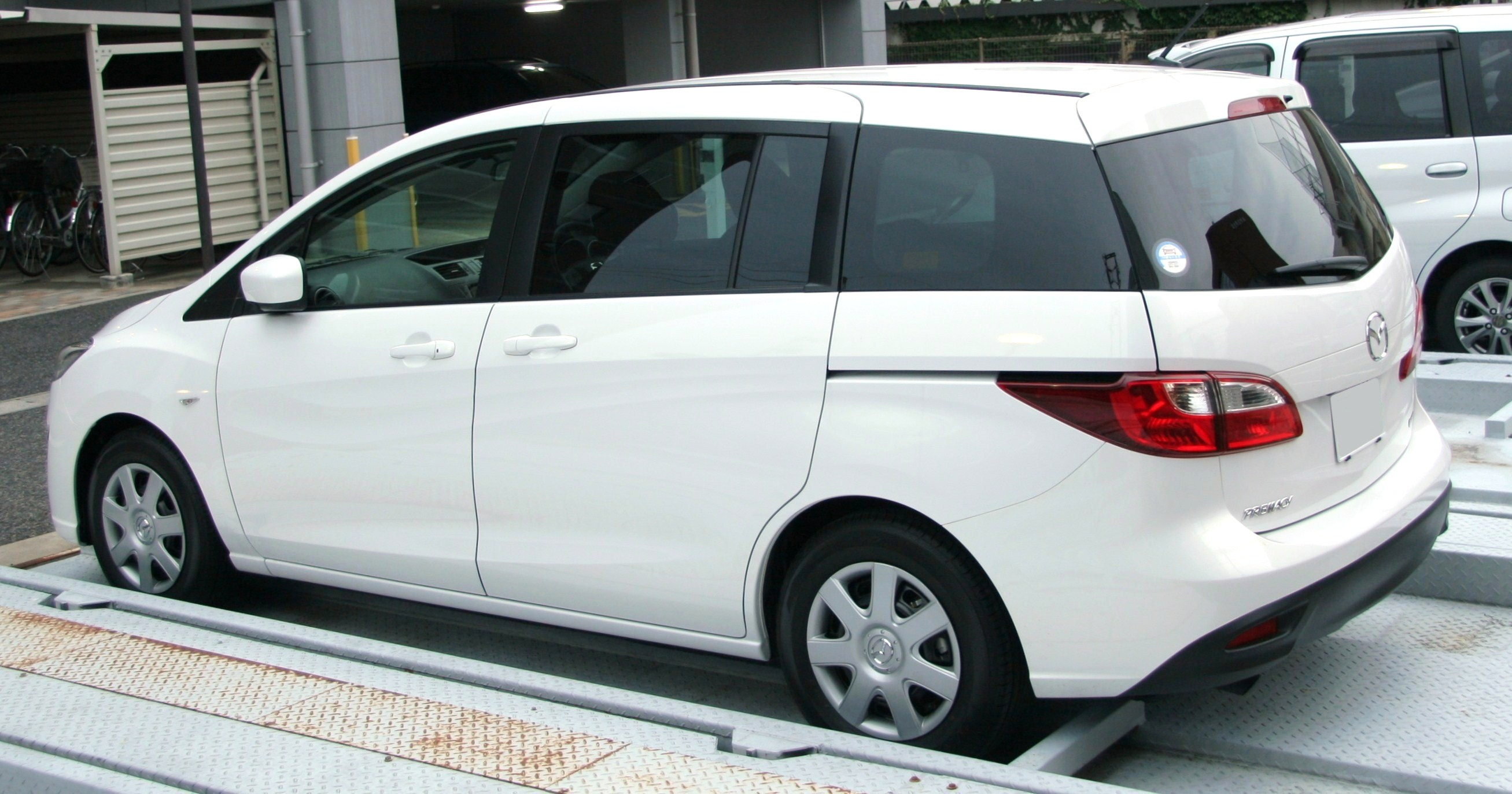
日規版車尾
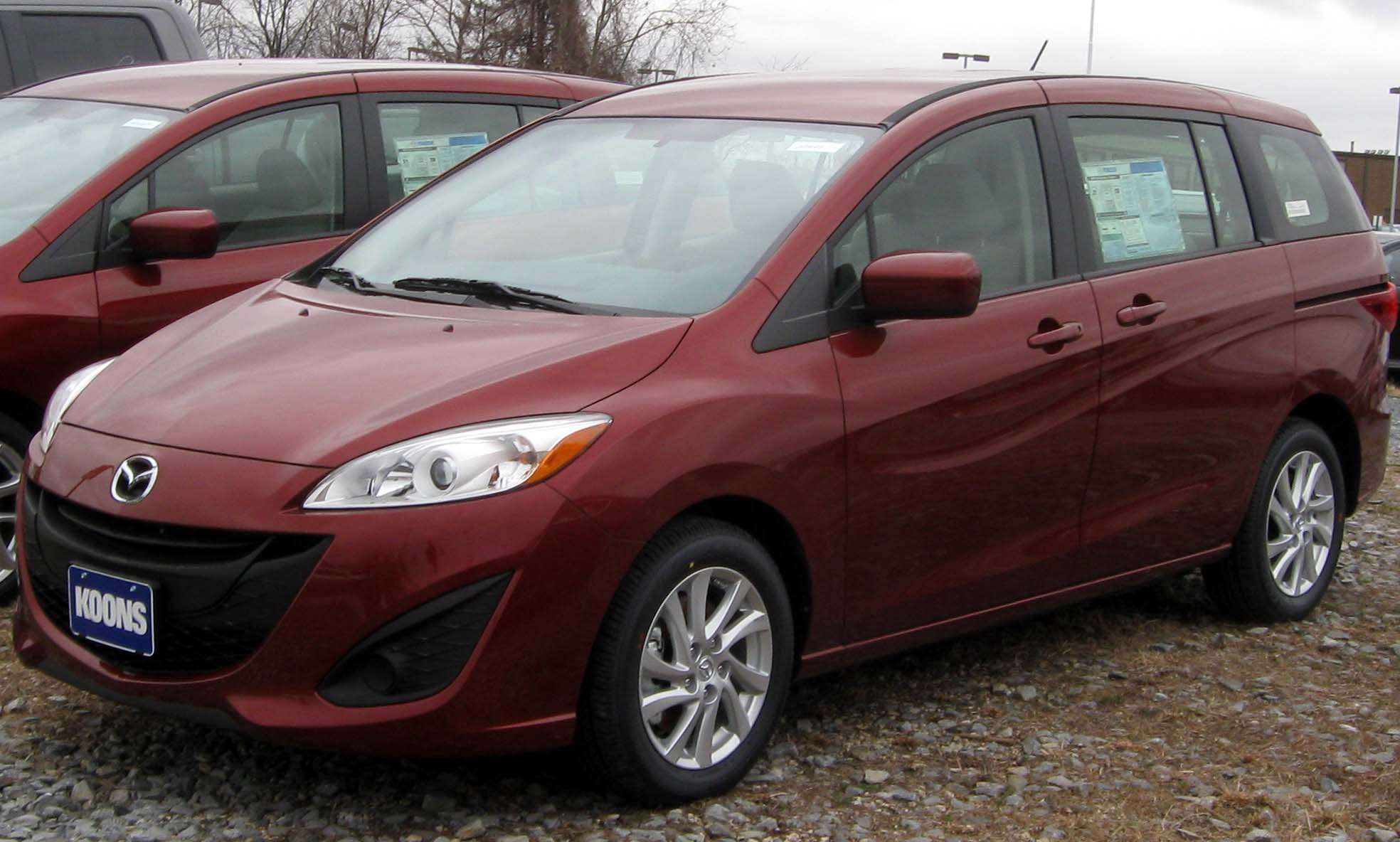
美規版車頭
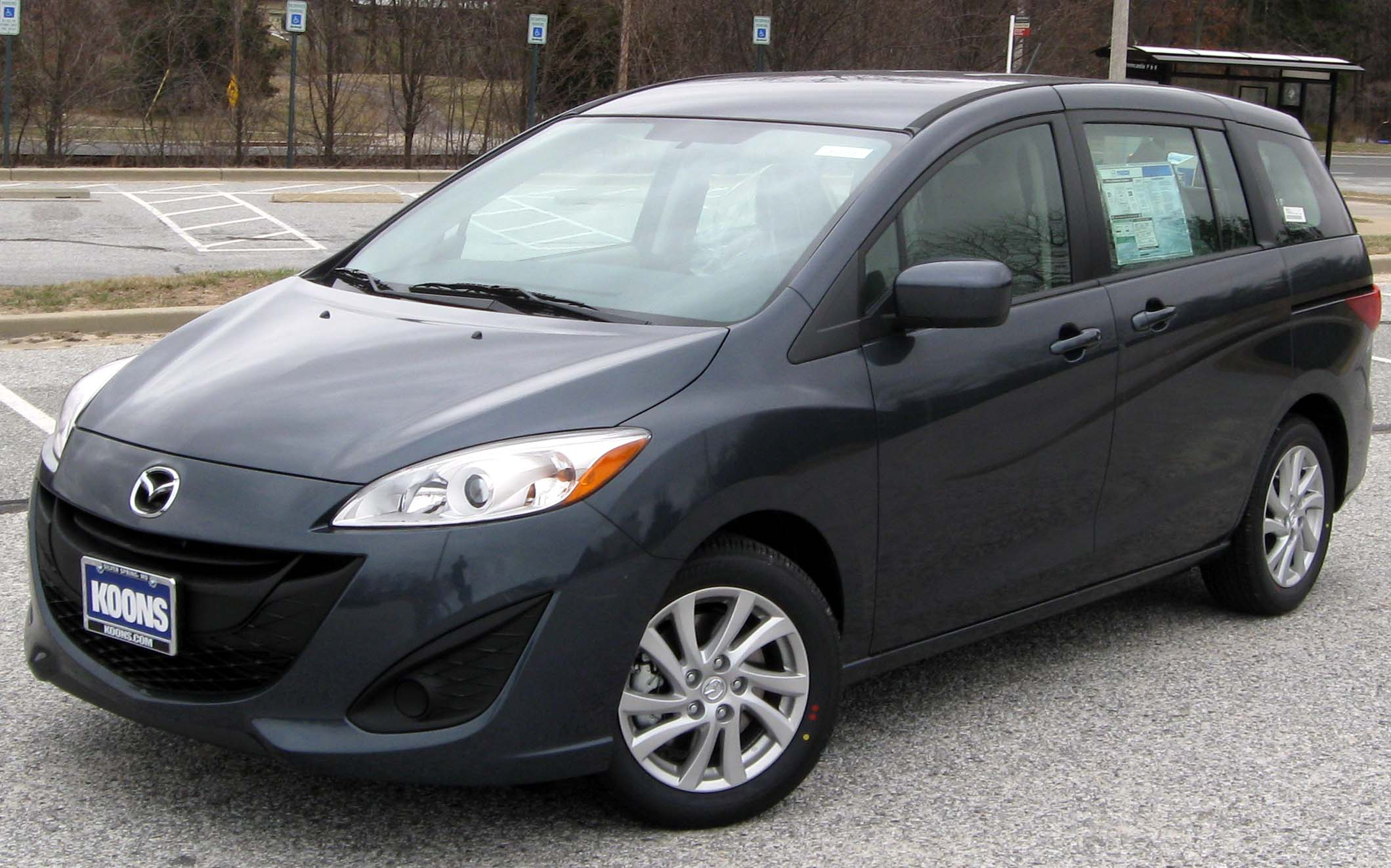
美規版車頭
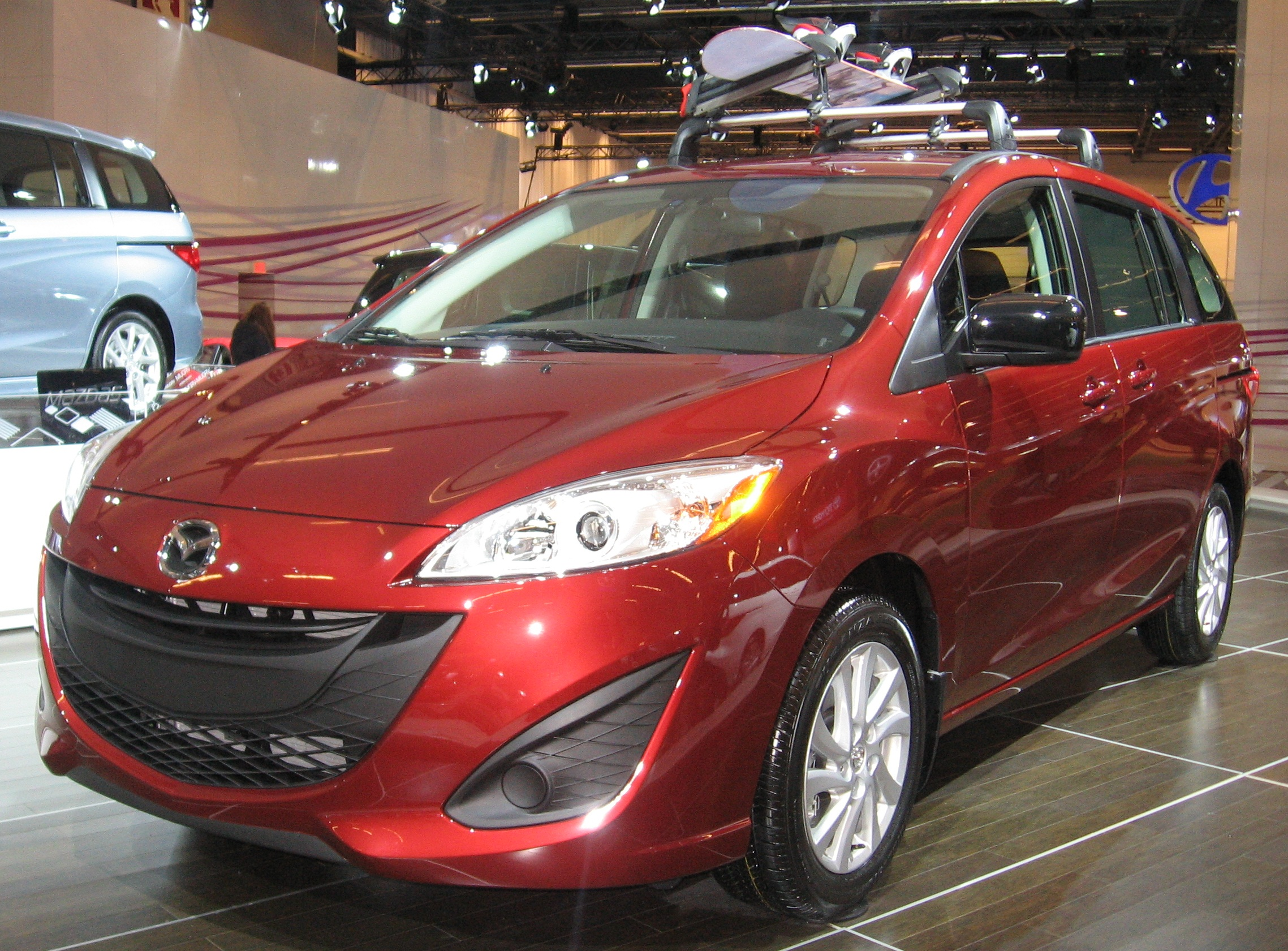
2011年蒙特婁車展
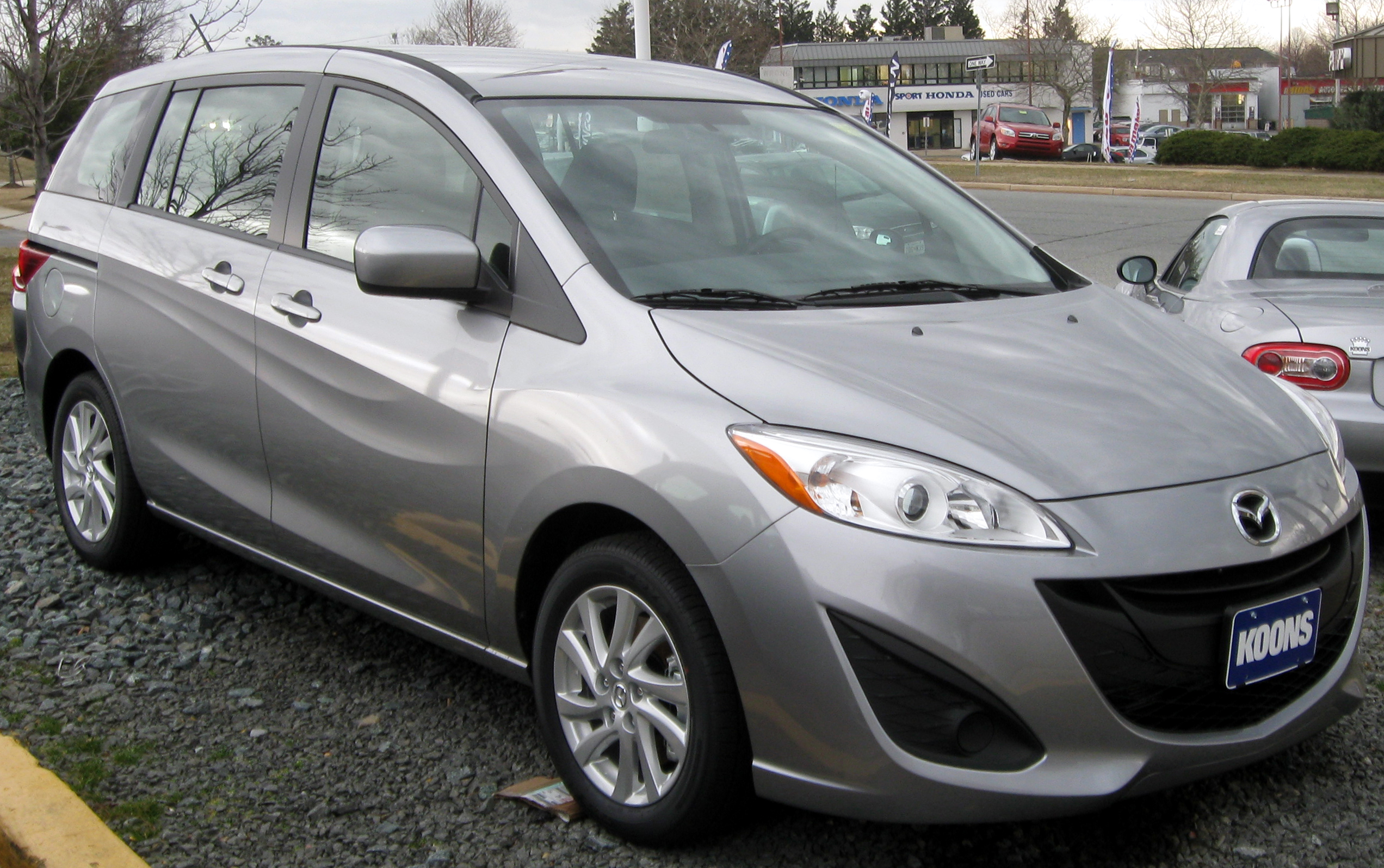
美規版車頭
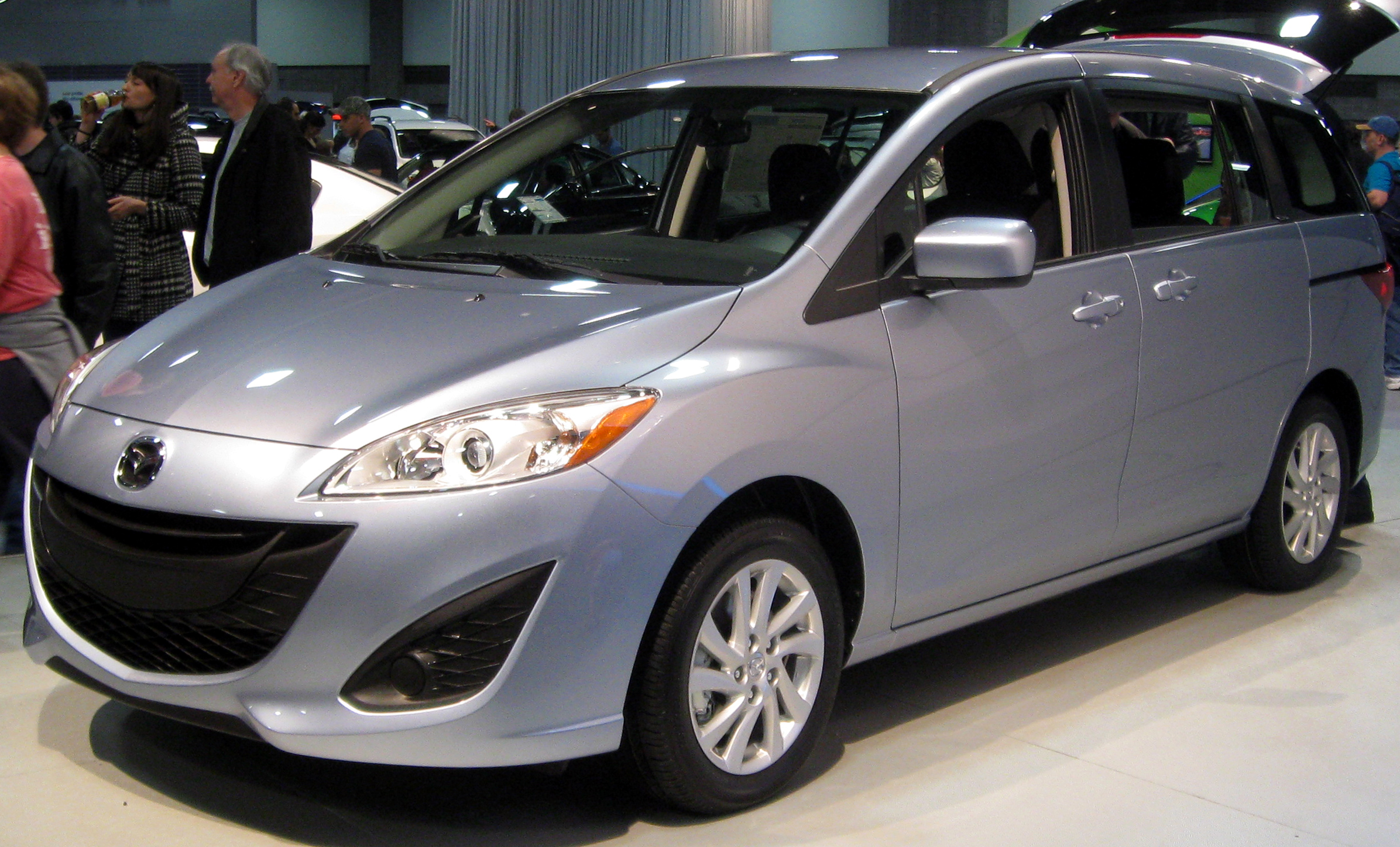
華盛頓車展

## 外部連結
- 臺灣官方網站
- 中國官方網站
- 香港官方網站 （页面存档备份，存于）
- （日語）日本官方網站
- （英文）美國官方網站 （页面存档备份，存于）